# Liste von Söhnen und Töchtern der Stadt Melbourne
Folgende Personen sind als Söhne und Töchter mit der australischen Stadt Melbourne verbunden:

## 19. Jahrhundert

### 1801–1880

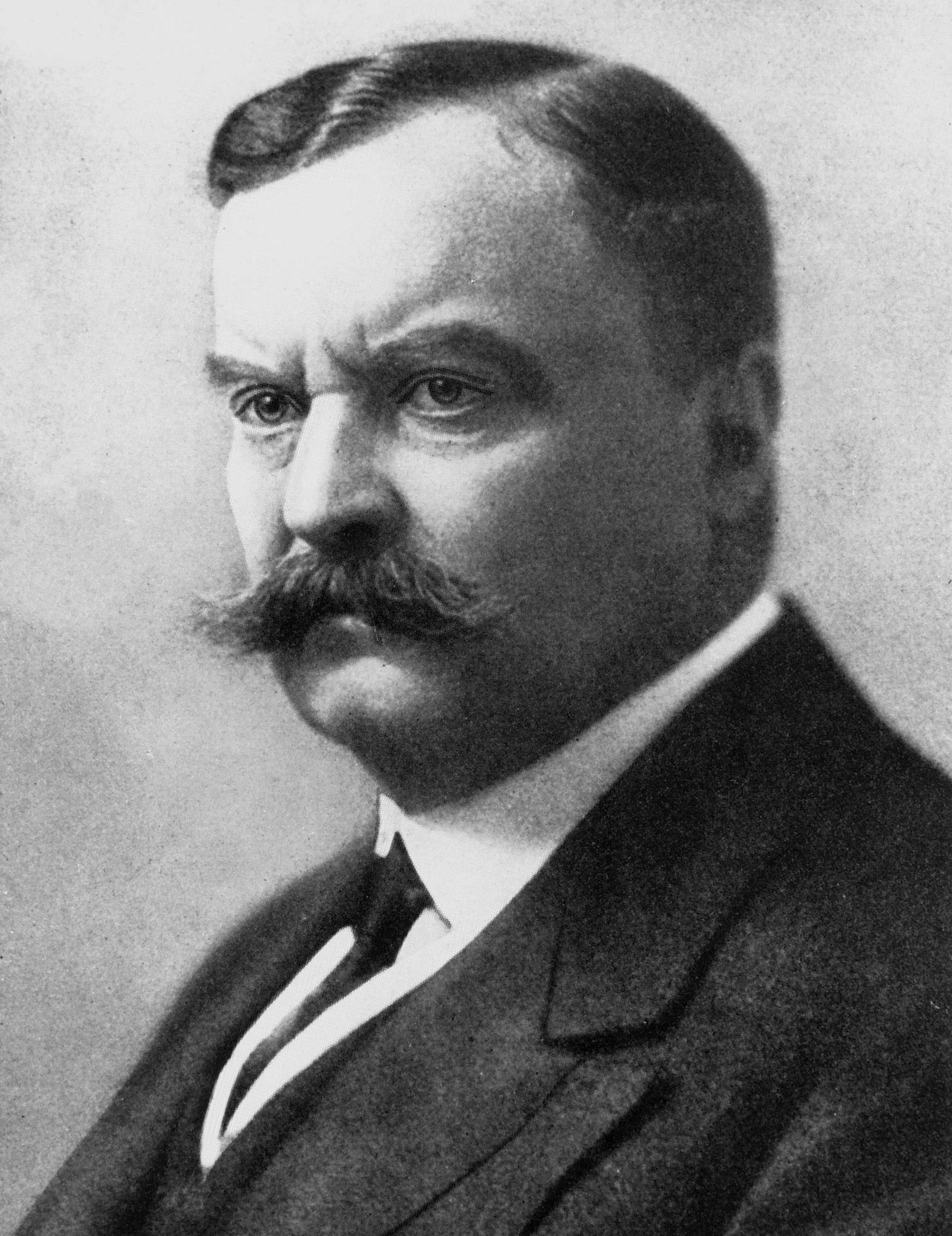
David Bruce
(1855–1931)

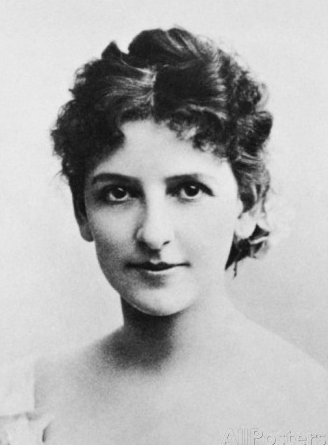
May Robson
(1858–1942)

- Mary MacKillop (1842–1909), heiliggesprochene Ordensschwester
- Ellis Rowan (1848–1922), Illustratorin, Malerin, Naturforscherin und Entdeckerin
- George Alexander (1851–1930), Cricketspieler
- Jack Blackham (1854–1932), Cricketspieler
- David Bruce (1855–1931), australisch-englischer Arzt und Parasitologe
- Richard Hodgson (1855–1905), Parapsychologe
- Isaac Isaacs (1855–1948), Oberster Richter und Generalgouverneur Australiens
- Frederick McCubbin (1855–1917), Maler
- Alfred John North (1855–1917), Ornithologe, Oologe und Juwelier
- Alfred Deakin (1856–1919), Politiker und Premierminister
- Joseph Ward (1856–1930), Politiker (Liberal Party) und 17. Premierminister Neuseelands
- May Robson (1858–1942), Schauspielerin
- Jack Edwards (1860–1911), Cricketspieler
- Iso Rae (1860–1940), Malerin
- Christina Henderson (1861–1953), Lehrerin, Herausgeberin, Feministin, Prohibitionistin und Sozialreformerin
- Frank P. Mahony (1862–1916), Maler, Aquarellist und Illustrator
- Edgar Bertram Mackennal (1863–1931), Bildhauer
- Rupert Bunny (1864–1947), anglo-australischer Maler
- Louis Grier (1864–1920), australisch-britischer Landschaftsmaler
- Frederick Burton (1865–1929), Cricketspieler
- E. Phillips Fox (1865–1915), Maler und Kunstlehrer
- John Monash (1865–1931), Ingenieur und General
- Harry Trott (1866–1917), Cricketspieler
- Wilberforce Vaughan Eaves (1867–1920), britischer Arzt und Tennisspieler
- Alfred Hill (1869–1960), Komponist, Dirigent und Musikpädagoge
- James Peter Quinn (1869–1951), Porträt-, Genre- und Landschaftsmaler
- Harry Graham (1870–1911), Cricketspieler
- Jeannie Gunn (1870–1961), Schriftstellerin
- Henry Handel Richardson (1870–1946), Schriftstellerin
- Ernest Hutcheson (1871–1951), Pianist, Musikpädagoge und Komponist
- Edmund Teale (1874–1971), Geologe
- Georgina Sweet (1875–1946), Zoologin und Parasitologin
- Norman Brookes (1877–1968), Tennisspieler
- John Latham (1877–1964), Politiker
- Arthur John Newman Tremearne (1877–1915), britischer Major, Ethnologe und Afrikaforscher
- George Blake (1878–1946), Mittel- und Langstreckenläufer
- Arthur Drakeford (1878–1957), Politiker und Minister
- Giuseppe Garibaldi der Jüngere (1879–1950), Enkel Giuseppe Garibaldis und Abenteurer, der an zahlreichen Kriegen teilnahm
- Robert Greig (1879–1958), Schauspieler
- Saharet (1879–1964), Tänzerin
- John Howard Lidgett Cumpston (1880–1954), Arzt und Regierungsbeamter

### 1881–1890

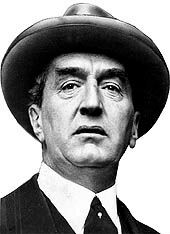
Stanley Bruce
(1883–1967)

- Greg Wheatley (1882–1961), Mittelstreckenläufer
- Stanley Bruce (1883–1967), Politiker, Diplomat und Premierminister
- Ruth Hollick (1883–1977), Fotografin
- Ellen Kent Hughes (1883–1979), Ärztin und Stadträtin
- Horace Brodzky (1885–1969), Künstler
- Frank Bullock (1885–1946), Jockey im Galoppsport
- Letitia Fairfield (1885–1978), britische Ärztin, Anwältin, Feministin und Sanitäterin im Ersten Weltkrieg
- Keith Murdoch (1885–1952), Journalist und Unternehmer
- I. A. R. Wylie (1885–1959), australisch-britisch-amerikanische Schriftstellerin und Drehbuchautorin
- Victor Gurner Logan van Someren (1886–1976), britischer Lepidopterologe und Ornithologe
- Gordon Bennett (1887–1962), Generalleutnant der australischen Infanterie
- Dan Carroll (1887–1956), australisch-US-amerikanischer Rugby-Union-Spieler
- Jack Clark (1887–1958), Radrennfahrer
- Alexander Wigram Allen Leeper (1887–1935), Diplomat in britischen Diensten
- Alexander McCulloch (1887–1951), britischer Ruderer
- Madge Titheradge (1887–1961), australisch-britische Theater- und Filmschauspielerin
- George Fairbairn (1888–1915), britischer Ruderer
- Ian Fleming (1888–1969), Schauspieler
- John Joseph Lonergan (1888–1938), römisch-katholischer Bischof von Port Augusta
- Basil Morris (1888–1975), Generalmajor
- Snub Pollard (1889–1962), Schauspieler
- Walter J. Turner (1889–1946), Schriftsteller
- Doris Gordon (1890–1956), Ärztin, Universitätsdozentin, Reformerin im Bereich der Gesundheit für Frauen und der Geburtshilfe
- Violet McKenzie (1890–1982), Unternehmerin
- John Joseph Scanlan (1890–1962), Offizier der Australian Imperial Force im Ersten und im Zweiten Weltkrieg
- Arthur O’Hara Wood (1890–1918), Tennisspieler

### 1891–1900

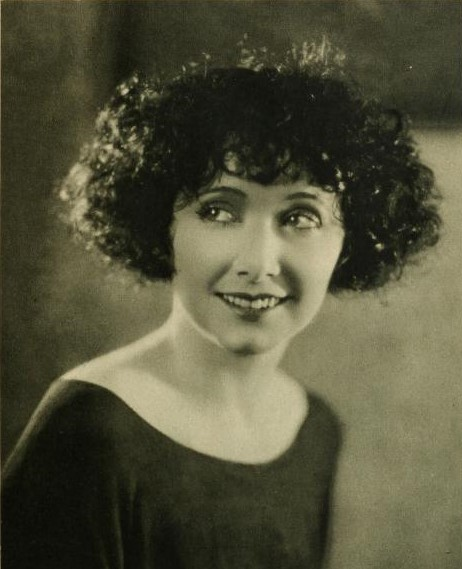
Mae Busch
(1891–1946)

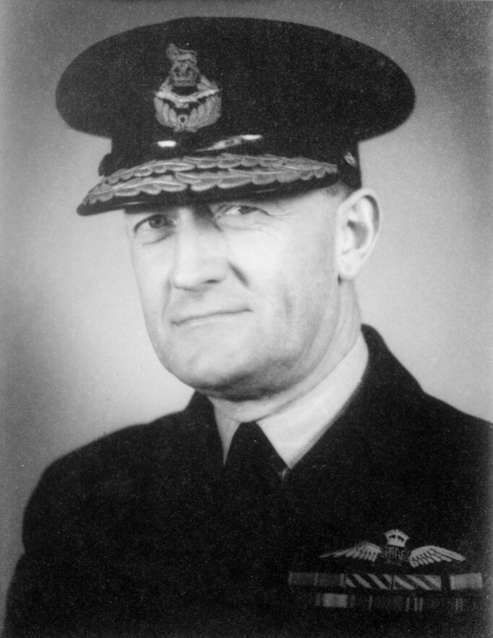
Henry Wrigley
(1892–1987)

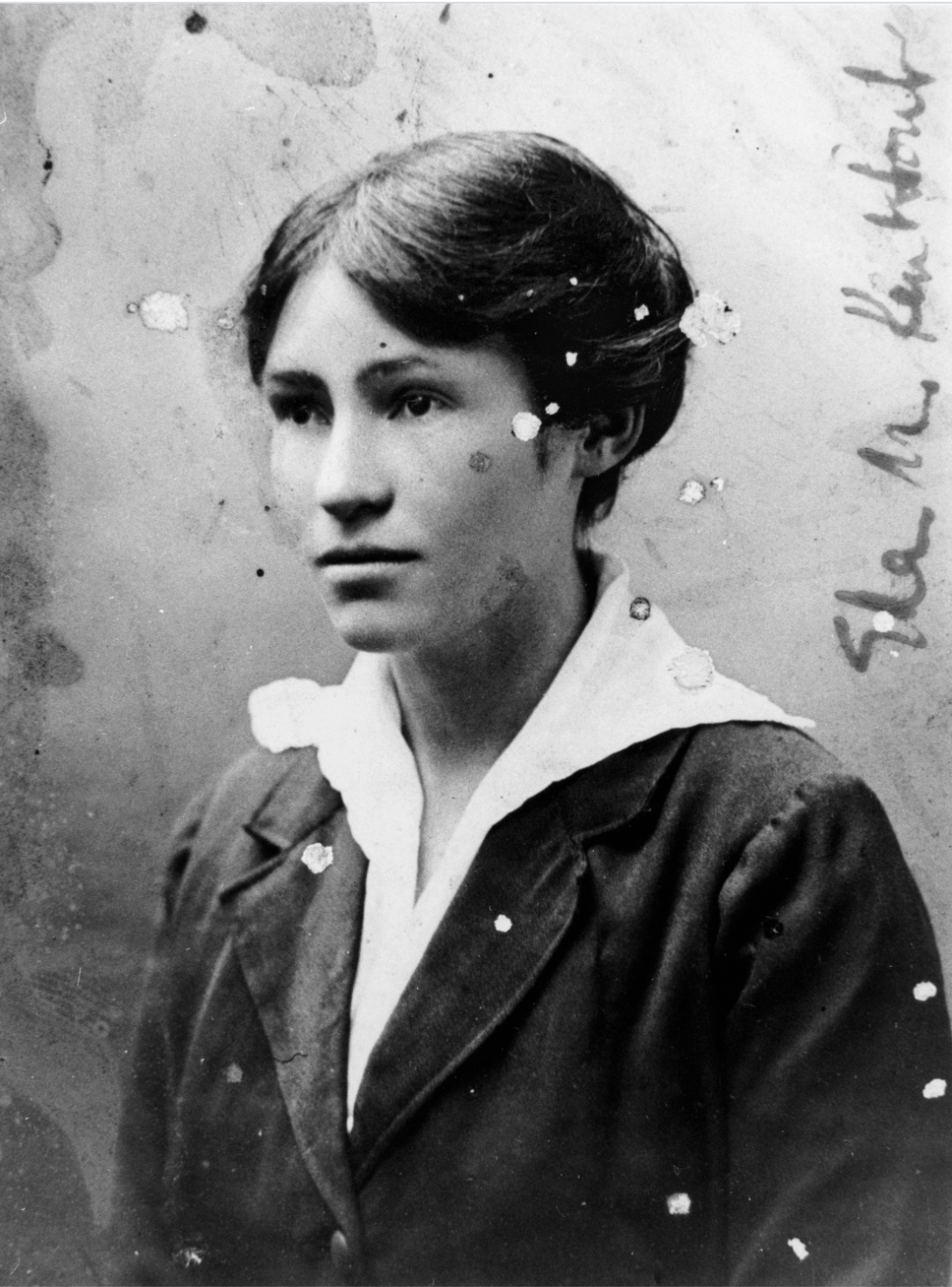
Ellen Kent Hughes
(1893–1979)

- Frank Beaurepaire (1891–1956), Schwimmer
- Mae Busch (1891–1946), Filmschauspielerin
- Pat O’Hara Wood (1891–1961), Tennisspieler
- Daphne Pollard (1891–1978), australisch-US-amerikanische Schauspielerin
- Eric Seward (1891–1975), britischer Schwimmer
- Florence Austral (1892–1968), Sängerin (Sopran)
- Lily Beaurepaire (1892–1979), Schwimmerin und Wasserspringerin
- Denis Browne (1892–1967), Kinderchirurg
- Arthur Jeffery (1892–1959), Semitist
- Henry Wrigley (1892–1987), Air Vice Marshall
- Harry Cobby (1894–1955), Kampfpilot im Ersten Weltkrieg
- Percy Cerutty (1895–1975), Leichtathletiktrainer
- Percy Joske (1895–1981), Jurist und Politiker
- Gerald Patterson (1895–1967), Tennisspieler
- George Alan Vasey (1895–1945), Generalmajor
- Arthur Calwell (1896–1973), Politiker
- Joan Lindsay (1896–1984), Schriftstellerin
- Hugh Vivian Champion de Crespigny (1897–1969), Air Vice Marshal
- Edwin James George Pitman (1897–1993), Mathematiker
- Robert Müller-Wirth (1898–1980), deutscher Jurist und Verleger
- Esna Boyd (1899–1966), Tennisspielerin
- Bill Ponsford (1900–1991), Cricketspieler
- Richard Schlesinger (* 1900; † unbekannt), Tennisspieler
- Alfred Winslow Jones (1900–1989), Begründer der Hedgefonds-Industrie

## 20. Jahrhundert

### 1901–1910

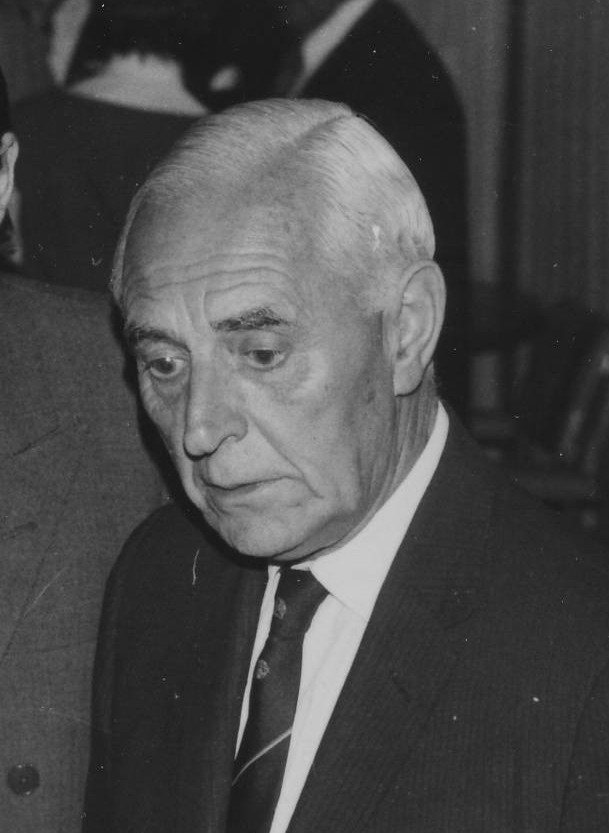
Henry Winneke
(1908–1985)

- Charlie Booth (1903–2008), Leichtathlet
- John Carew Eccles (1903–1997), Physiologe
- Arthur Robert Hogg (1903–1966), Astronom
- Patrick Francis Lyons (1903–1967), Geistlicher
- Jack Newman (1903–1976), Leichtathlet[1]
- Alan Villiers (1903–1982), Seefahrer, Abenteurer, Fotograf und Schriftsteller
- William Whyte (1903–1964), Mittelstreckenläufer
- Lelda Sunday Reed (1905–1981), Kunstmäzenin
- Édouard Vanzeveren (1905–1948), französischer Schwimmer
- Ted a’Beckett (1907–1989), Cricketspieler
- Alec Coppel (1907–1972), Drehbuchautor, Schriftsteller und Dramaturg
- Alex Hillhouse (1907–1983), Langstrecken- und Hindernisläufer
- Richard-William Lamb (1907–1974), Radrennfahrer
- Noel Monks (1907–1960), Journalist
- Harrie Massey (1908–1983), theoretischer Physiker
- Sydney James Van Pelt (1908–1976), Mediziner
- Henry Winneke (1908–1985), Jurist, Gouverneur von Victoria
- John Aloysius Morgan (1909–2008), römisch-katholischer Weih- und Militärbischof
- Freda Thompson (1909–1980), Pilotin
- John Béchervaise (1910–1998), Schriftsteller, Lehrer, Bergsteiger und Forschungsreisender
- Richard Garrard (1910–2003), Ringer
- Alan Jolly (1910–1977), Offizier der British Army
- Kevin Thomas Kelly (1910–1994), Diplomat
- Lewis Luxton (1910–1985), Ruderer und Sportfunktionär
- Alan Moorehead (1910–1983), britischer Journalist und Sachbuchautor

### 1911–1920

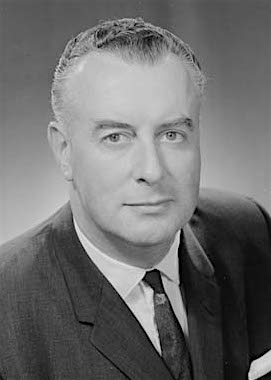
Gough Whitlam
(1916–2014)

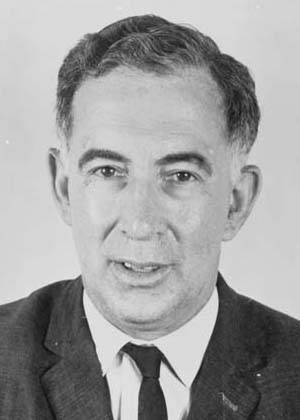
Zelman Cowen
(1919–2011)

- John Gorton (1911–2002), Premierminister von Australien
- Stella Grace Maisie Carr (1912–1988), Botanikerin
- Doris Carter (1912–1999), Hochspringerin
- Herbert Thomas Condon (1912–1978), Ornithologe
- Peggy Glanville-Hicks (1912–1990), Komponistin
- Francis Hamilton Stuart (1912–2007), Botschafter
- Coral Browne (1913–1991), Theater- und Filmschauspielerin
- Henry Cooper (1913–1998), Boxer
- Edward Fiennes-Clinton, 18. Earl of Lincoln (1913–2001), Ingenieur
- Elyne Mitchell (1913–2002), Kinderbuchautorin
- Hugh Scanlon, Baron Scanlon (1913–2004), britischer Gewerkschaftsfunktionär
- Albert Tucker (1914–1999), Künstler
- Lloyd James Austin (1915–1994), Romanist und Literaturwissenschaftler
- Donald Ernest Charlwood (1915–2012), Schriftsteller
- Manning Clark (1915–1991), Historiker
- John Anthony Kelly (1915–1987), römisch-katholischer Geistlicher und Weihbischof in Melbourne
- George Briscoe Kerferd (1915–1998), Klassischer Philologe
- Grahame King (1915–2008), Grafiker
- Dorian Le Gallienne (1915–1963), Komponist
- Jock Sturrock (1915–1997), Segler
- Tom Critchley (1916–2009), Beamter, Diplomat, Autor und Journalist
- Rupert Hamer (1916–2004), Politiker
- George Turner (1916–1997), Schriftsteller und Kritiker
- Morris West (1916–1999), Schriftsteller
- Gough Whitlam (1916–2014), 21. Premierminister Australiens
- Nancye Wynne (1916–2001), Tennisspielerin
- Peggy Antonio (1917–2002), Cricketspielerin
- Douglas Buxton (1917–1984), Segler
- Sidney Nolan (1917–1992), Maler und Grafiker
- Charles Birch (1918–2009), Agrarwissenschaftler, Zoologe, Biologe und Pazifist
- Bruce Kingsbury (1918–1942), Soldat
- Colin Long (1918–2009), Tennisspieler
- Zelman Cowen (1919–2011), Rechtswissenschaftler, Politiker und Generalgouverneur
- George Keith Batchelor (1920–2000), Mathematiker und Physiker
- John Brack (1920–1999), Maler und Grafiker
- Tony Gaze (1920–2013), Flieger und Automobilrennfahrer
- Joy Hester (1920–1960), Künstlerin

### 1921–1930

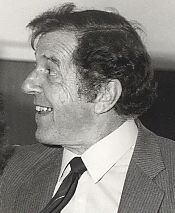
Don Chipp
(1925–2006)

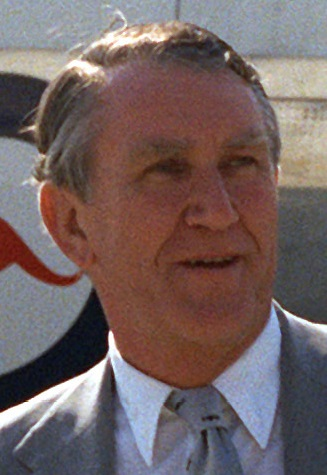
Malcolm Fraser
(1930–2015)

#### 1921
- Bruce Arthur (1921–1998), Ringer[2]
- Alison Baker (1921–2014), Tennisspielerin
- Lorna Lippmann (1921–2004), Menschenrechtlerin und Autorin
- Brian Murray (1921–1991), Konteradmiral und Gouverneur von Victoria
- Gordon de Quetteville Robin (1921–2004), Physiker, Glaziologe und Polarforscher
- Ivan Southall (1921–2008), Jugendbuchautor

#### 1922
- William Gove (1922–1943), Luftwaffenpilot im Zweiten Weltkrieg
- Laurie Main (1922–2012), Schauspieler
- Nancy Millis (1922–2012), Mikrobiologin und Hochschullehrerin
- Stephen Murray-Smith (1922–1988), Herausgeber und Autor

#### 1923
- Don Banks (1923–1980), Komponist und Filmkomponist
- Francis Peter de Campo (1923–1998), römisch-katholischer Bischof von Port Pirie
- June Newton (1923–2021), Fotografin
- Marie Toomey (1923–2014), Tennisspielerin

#### 1924
- Joseph Eric D’Arcy (1924–2005), römisch-katholischer Bischof
- Douglas Gamley (1924–1998), Filmkomponist
- Pierre Gorman (1924–2006), Pädagoge und Psychologe
- Devereaux Mytton (1924–1989), Segler
- Lenton Parr (1924–2003), Bildhauer
- Jocelyn Rickards (1924–2005), britische Kostümdesignerin

#### 1925
- Don Chipp (1925–2006), Politiker
- Norman Greenwood (1925–2012), Chemiker
- Ronald Ryan (1925–1967), Verbrecher

#### 1926
- David Malet Armstrong (1926–2014), Philosoph
- Basil Hansen (1926–2015), Eishockeyspieler
- Frank Thring (1926–1994), Film- und Theaterschauspieler

#### 1927
- Norman Kaye (1927–2007), Schauspieler und Musiker
- Leon Mestel (1927–2017), britischer theoretischer Astrophysiker
- Sydney Patterson (1927–1999), Bahnradsportler

#### 1928
- Zelda Fay D’Aprano (1928–2018), Gewerkschafterin und Aktivistin der Frauenbewegung
- Vern Barberis (1928–2005), Gewichtheber
- Judy-Joy Davies (1928–2016), Schwimmerin und Sportjournalistin
- Russell Mockridge (1928–1958), Radrennfahrer
- Norma Redpath (1928–2013), Bildhauerin
- John Sangster (1928–1995), Jazzmusiker und Filmkomponist
- Patricia Shaw (1928–2024), Schriftstellerin

#### 1929
- Paul England (1929–2014), Automobilrennfahrer
- Geoffrey Heskett (1929–2023), Basketballspieler
- Ivan Lund (1929–1992), Fechter
- Noel McLoughlin (1929–2017), Eishockeytorwart
- Clement Meadmore (1929–2005), US-amerikanisch-australischer Bildhauer
- Peter Thomson (1929–2018), Golfspieler

#### 1930
- John Beasley (1930–2017), Radrennfahrer
- Brian Doyle (1930–2008), Ruderer
- Malcolm Fraser (1930–2015), Politiker
- John Landy (1930–2022), Mittelstreckenläufer und Politiker
- Alfred Edward Ringwood (1930–1993), Experimental-Geophysiker und Geochemiker

### 1931–1940

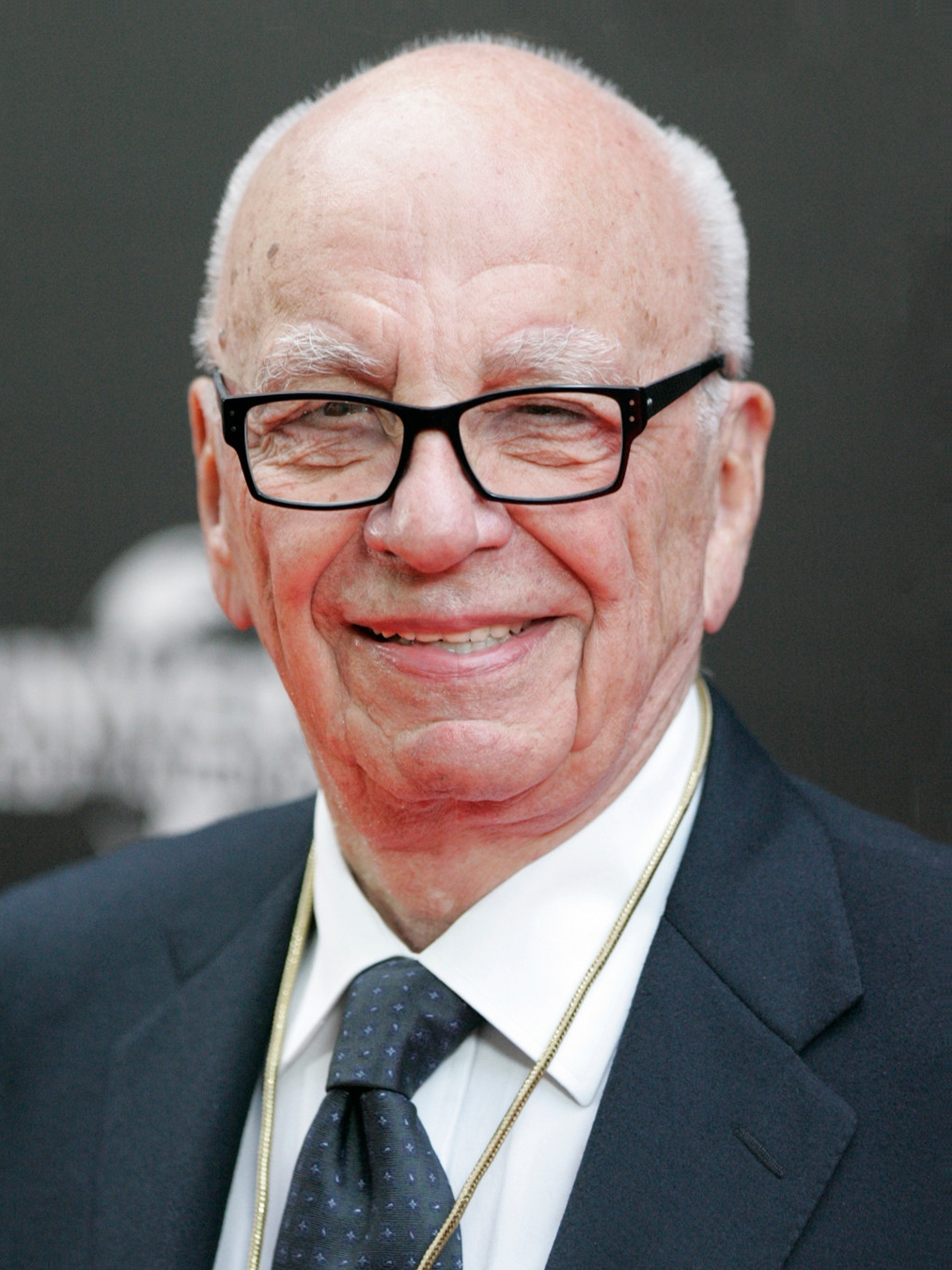
Rupert Murdoch
(* 1931)

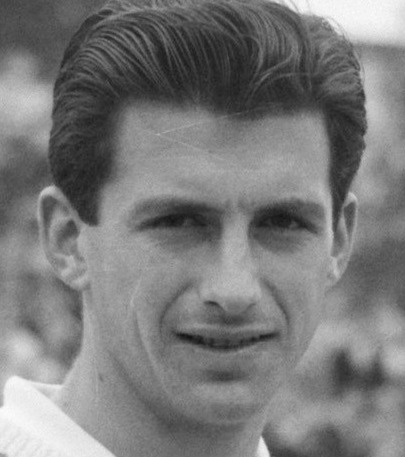
Ashley Cooper
(1936–2020)

#### 1931
- Ian Browne (1931–2023), Bahnradsportler und Olympiasieger
- John Cain junior (1931–2019), Politiker
- Keith Campbell (1931–1958), Motorradrennfahrer
- Max Collie (1931–2018), Jazzmusiker
- William Patrick Deane (* 1931), Generalgouverneur
- James Gobbo (1931–2021), Jurist und Gouverneur des Bundesstaates Victoria
- Geoffrey Harcourt (1931–2021), Wirtschaftswissenschaftler und Wirtschaftshistoriker
- Bill Maggs (* 1931), Radrennfahrer
- Rupert Murdoch (* 1931), Medienunternehmer
- Jim Nevin (1931–2017), Radsportler[3]
- John O’Brien (1931–2020), Wasserballspieler[4]
- Joseph Peter O’Connell (1931–2013), römisch-katholischer Bischof
- Barry Tuckwell (1931–2020), Hornist und Dirigent

#### 1932
- Vic Ekberg (1932–2020), Eishockeyspieler
- Anne Penfold Street (1932–2016), Mathematikerin und Hochschullehrerin

#### 1933
- Brian Brown (1933–2013), Jazzmusiker
- Colin Brumby (1933–2018), Komponist
- Zoe Caldwell (1933–2020), Schauspielerin und Theaterregisseurin
- Neale Fraser (1933–2024), Tennisspieler
- Phillip Lynch (1933–1984), Politiker
- John O’Sullivan (1933–2023), Radrennfahrer

#### 1934
- Barry Humphries (1934–2023), Komiker, Satiriker und Charakterdarsteller
- Bernard Rooney (* 1934), emeritierter römisch-katholischer Abt von New Norcia
- Jenny Staley Hoad (1934–2024), Tennisspielerin

#### 1935
- Alma Thorpe (* 1935), Aborigine-Aktivistin

#### 1936
- Ashley Cooper (1936–2020), Tennisspieler
- Bob Gardiner (* 1936), Geher
- John Nicholas (1936–1966), Eishockeyspieler
- Robert J. O’Neill (1936–2023), Offizier und Militärhistoriker
- John Truscott (1936–1993), Kostüm- und Szenenbildner sowie Schauspieler
- Graham Wood (* 1936), Hockeyspieler[5]

#### 1937
- Ron Clarke (1937–2015), Leichtathlet und Politiker
- Peter Joseph Connors (* 1937), römisch-katholischer Bischof
- Paul Hawkins (1937–1969), Automobilrennfahrer
- Tony Marchant (* 1937), Radsportler
- Judy Tegart (* 1937), Tennisspielerin

#### 1938
- Daevid Allen (1938–2015), Rockmusiker
- Helen Caldicott (* 1938), Ärztin, Buchautorin und Anti-Kernwaffen-Aktivistin
- Carmen Callil (1938–2022), Verlegerin, Schriftstellerin und Literaturkritikerin
- Lewis Fiander (1938–2016), Schauspieler
- Ron Grenda (* 1938), Bahnradsportler
- Ian Hugh Sloan (* 1938), Mathematiker und Hochschullehrer
- Bruce Smeaton (* 1938), Filmkomponist und Musiker

#### 1939
- Ron Baensch (1939–2017), Bahnradsportler
- Max Bennett (* 1939), Hirnforscher
- Max Coltheart (* 1939), Psychologe
- Germaine Greer (* 1939), Intellektuelle, Autorin und Publizistin
- Judith Kinnear (* 1939), Genetikerin und Hochschullehrerin
- Gerald Murnane (* 1939), Schriftsteller
- Peter Nicholls (1939–2018), Autor und Lexikograf
- Andrew Peacock (1939–2021), Politiker und Diplomat
- Colin Ridgeway (1939–1993), Hochspringer und American-Football-Spieler
- Pam Ryan (* 1939), Leichtathletin und Olympionikin
- Roger Sellers (1939–2018), Jazz-Schlagzeuger
- Peter Sykes (1939–2006), Regisseur

#### 1940
- Neil Brown (* 1940), Autor, Rechtsanwalt und Politiker
- Bob Carmichael (1940–2003), Tennisspieler
- Claire Carmichael (* 1940), Schriftstellerin
- Bob Cowper (1940–2025), Cricketspieler
- Barry Smith (* 1940), Motorradrennfahrer
- Keith Stackpole (1940–2025), Cricketspieler
- Diana Trask (* 1940), Country-Sängerin und Pop-Sängerin

### 1941–1950

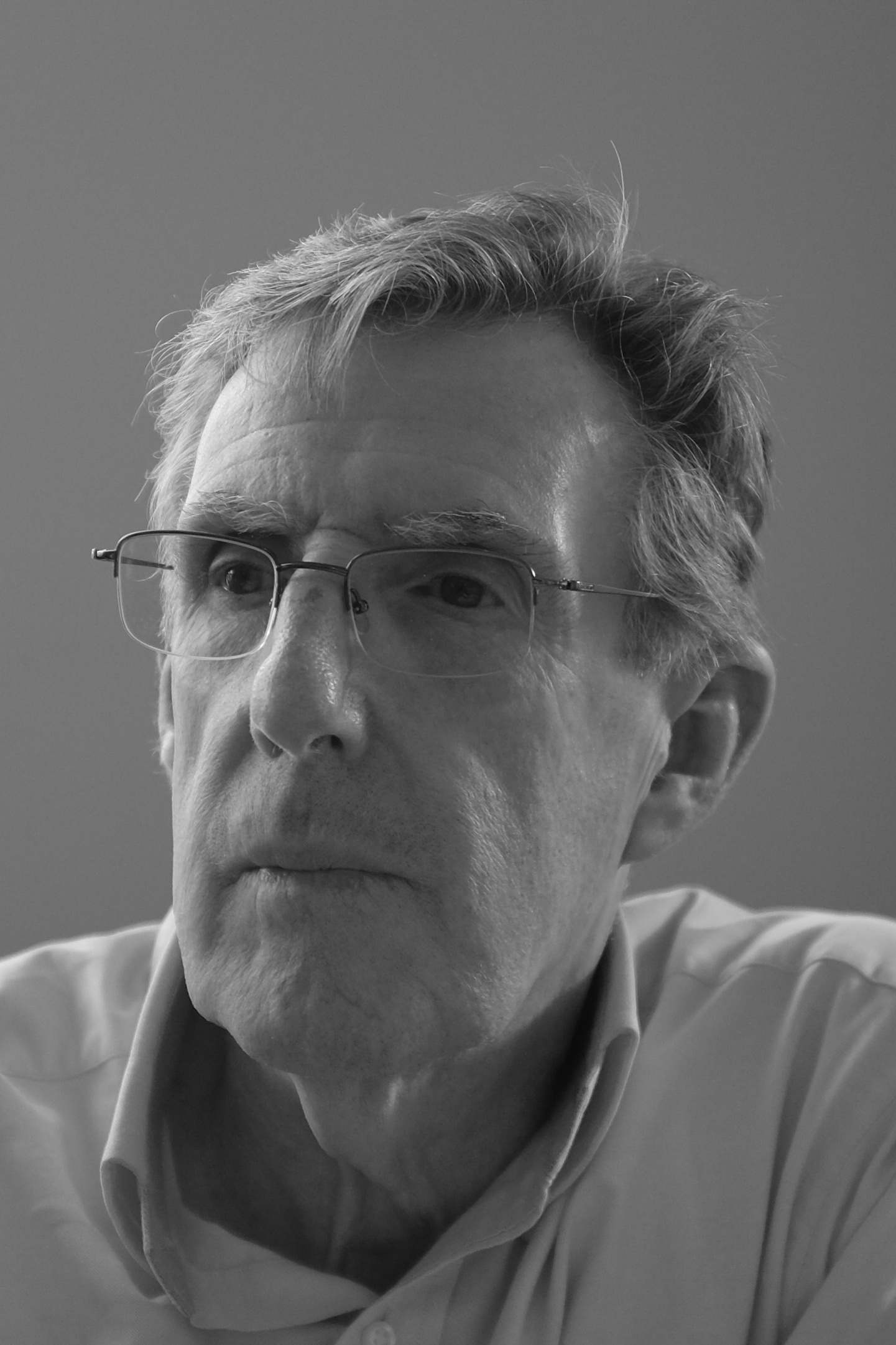
John Stillwell
(* 1942)

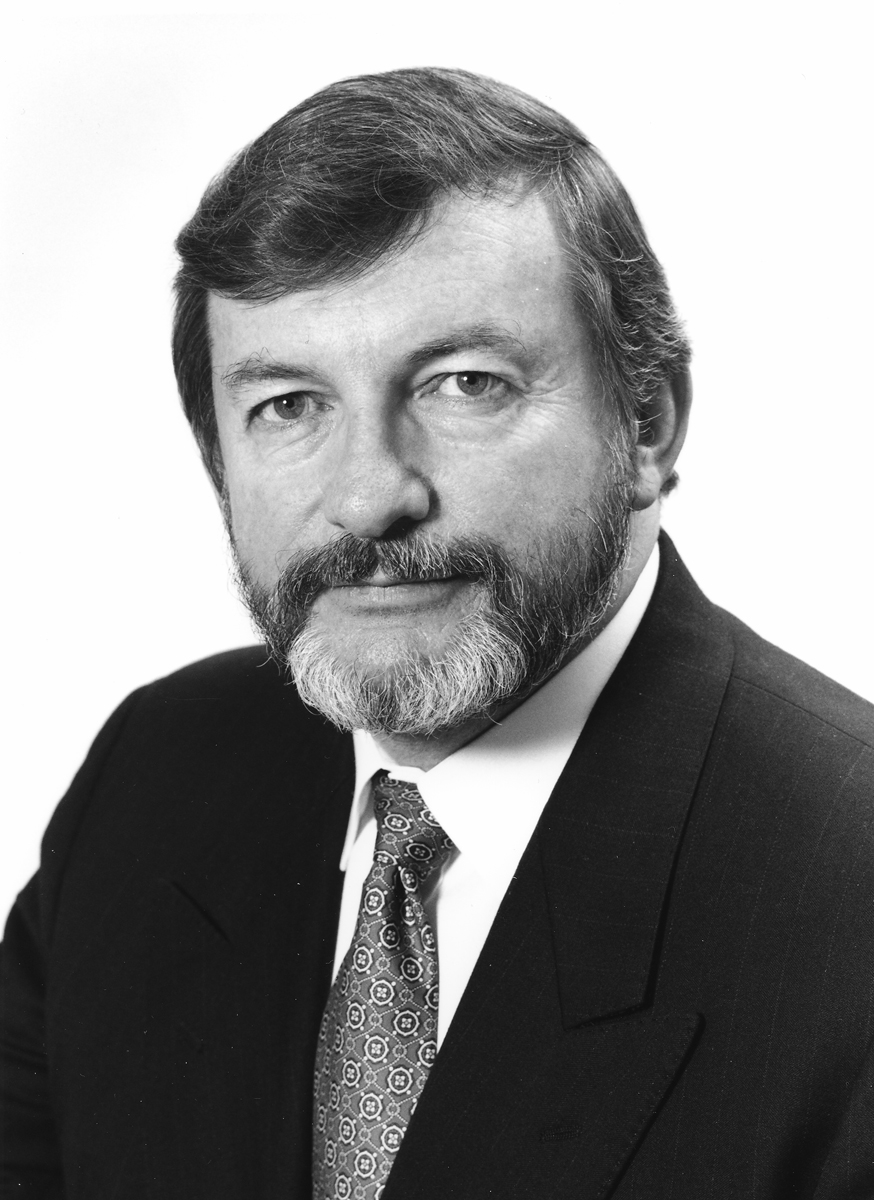
Peter Cook
(1943–2005)

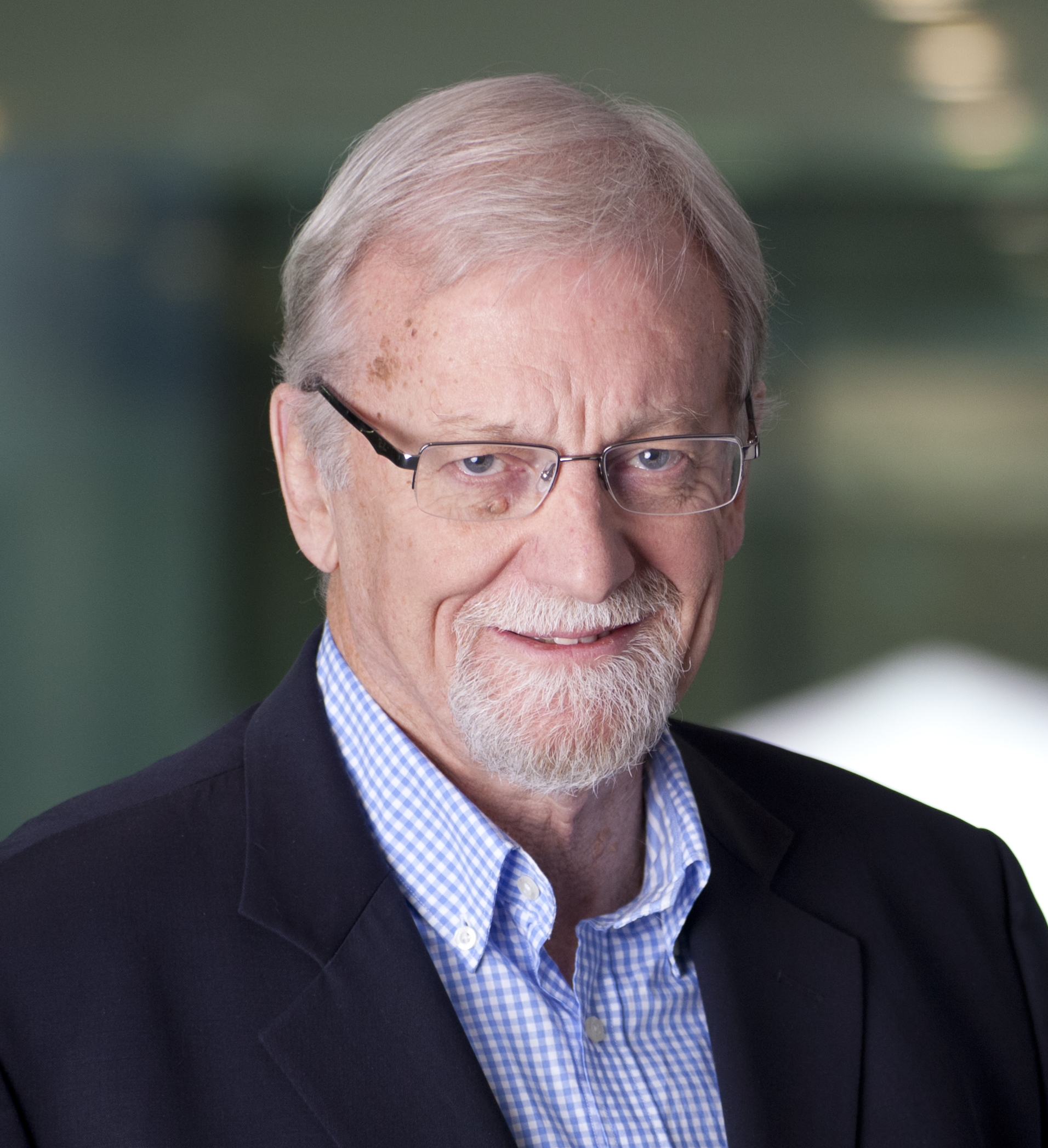
Gareth Evans
(* 1944)

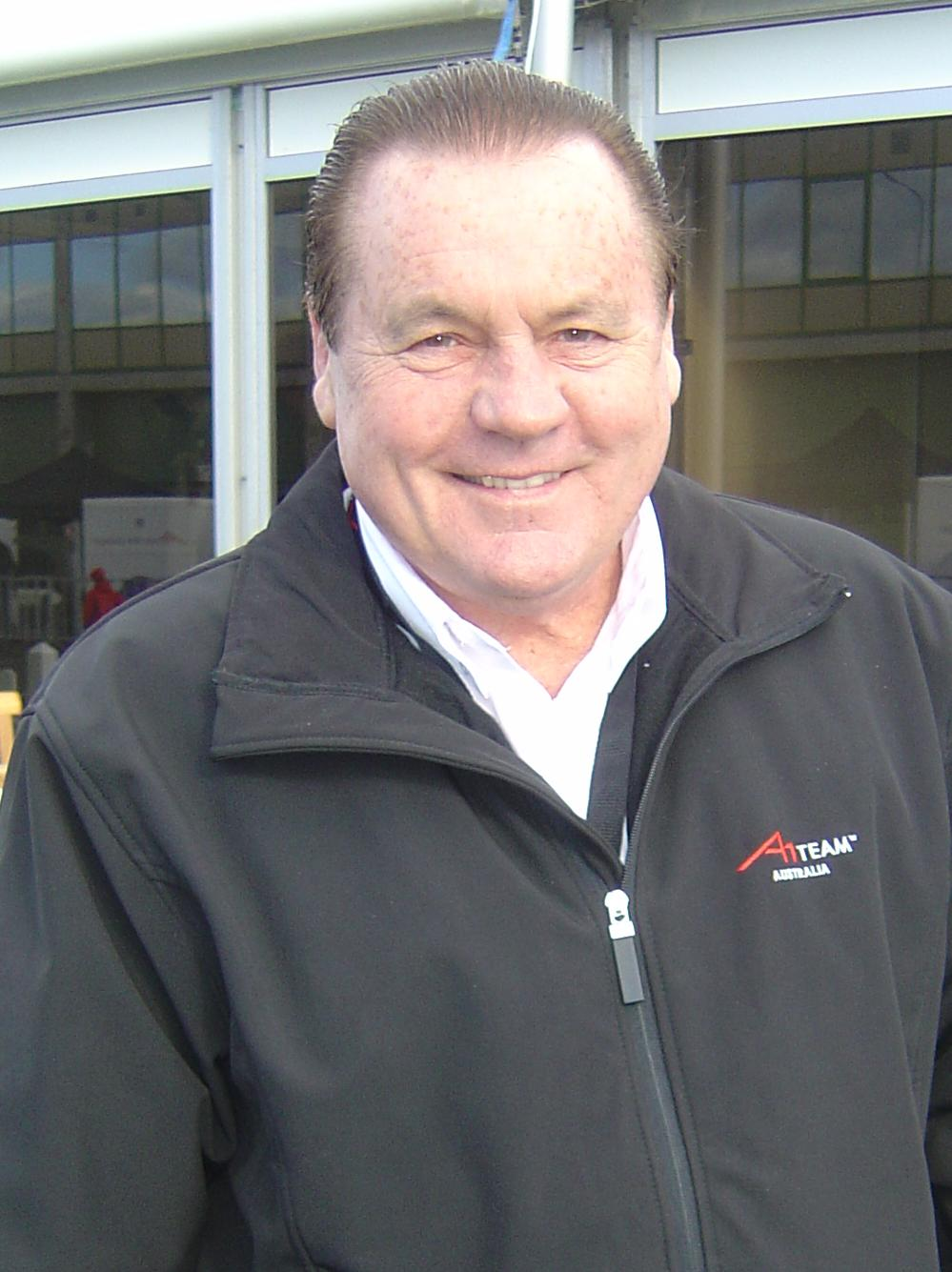
Alan Jones
(* 1946)

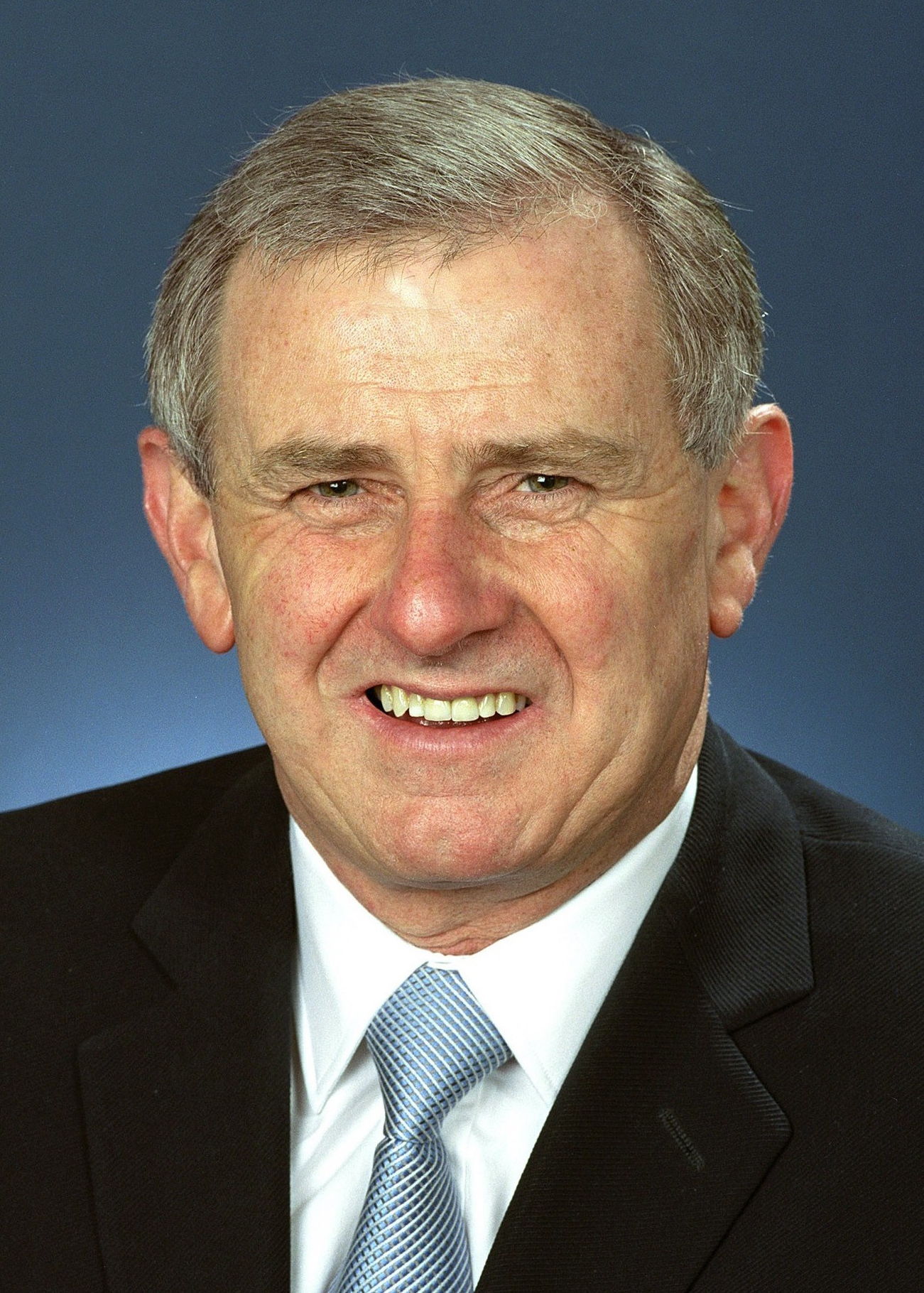
Simon Crean
(1949–2023)

#### 1941
- Colin Austin (1941–2010), britischer Klassischer Philologe und Papyrologe
- Malcolm Douglas (1941–2010), Tierfilmer und einer der größten Krokodilexperten
- Colin Eggleston (1941–2002), Filmregisseur, Drehbuchautor, Filmeditor und Filmproduzent
- Sheila Fitzpatrick (* 1941), US-amerikanische Historikerin
- Denis Hart (* 1941), römisch-katholischer Geistlicher, emeritierter Erzbischof von Melbourne
- Desmond Piper (* 1941), Hockeyspieler
- Raja Ram (* 1941), Musiker, Gründer der Progressive-Rock-Band Quintessence und Betreiber des englischen Psytrance-Labels „TIP World Records“
- Helen Reddy (1941–2020), Sängerin und Schauspielerin
- John Williams (* 1941), Gitarrist

#### 1942
- Julian Carroll (* 1942), Schwimmer
- Suzanne Cory (* 1942), Molekularbiologin und Immunogenetikerin
- Daphne Marlatt (* 1942), Schriftstellerin
- John D’Arcy May (* 1942), Theologe
- Peter Norman (1942–2006), Leichtathlet
- Peter Alan Rawlinson (1942–1991), Herpetologe
- Tony Sneazwell (* 1942), Hochspringer
- John Stillwell (* 1942), Mathematiker
- Janette Turner Hospital (* 1942), Schriftstellerin

#### 1943
- Diane Bell (* 1943), Anthropologin, Schriftstellerin und Aktivistin
- Francis G. Castles (* 1943), australisch-britischer Politikwissenschaftler und Hochschullehrer
- Peter Cook (1943–2005), Politiker, Mitglied des Senats und Minister
- Owen Davidson (1943–2023), Tennisspieler
- Robert Drewe (* 1943), Romancier, Journalist und Autor von Kurzgeschichten
- Peter John Elliott (1943–2025), römisch-katholischer Geistlicher und Weihbischof in Melbourne
- Andrew Bruce Holmes (* 1943), australisch-britischer Chemiker
- Trevor Lucas (1943–1989), Folk-Sänger und -Gitarrist
- Helen Quinn (* 1943), theoretische Physikerin
- Marilyn Wilson (* 1943), Schwimmerin

#### 1944
- Damien Broderick (1944–2025), Autor von Science-Fiction und populärwissenschaftlichen Büchern
- Gareth Evans (* 1944), Politiker
- Peter Faiman (* 1944), Regisseur und Produzent
- Lawrie Peckham (* 1944), Hochspringer
- Vaughan Pratt (* 1944), Informatiker und Hochschullehrer
- John Scott (* 1944), Filmeditor
- Jeffrey Shaw (* 1944), Medienkünstler

#### 1945
- Rhonda Byrne (* 1945), Drehbuchautorin, Buchautorin und Produzentin
- Ralph Doubell (* 1945), Leichtathlet und Olympiasieger
- Peter Duncan (* 1945), Politiker
- Geoffrey Eames (* 1945), Richter
- Graeme Gilmore (* 1945), Radrennfahrer
- Michael Meszaros (* 1945), Bildhauer und Medailleur
- Mark O’Connor (* 1945), Schriftsteller
- Barbara Spencer (* 1945), australisch-kanadische Wirtschaftswissenschaftlerin
- Murray Wall (1945–2022), Jazzmusiker

#### 1946
- John Bertrand (* 1946), Segler
- Peter Boyce (* 1946), Hochspringer
- Richard P. Brent (* 1946), Mathematiker und Informatiker
- Mem Fox (* 1946), Schriftstellerin und Erziehungswissenschaftlerin
- David Graham (* 1946), Profigolfer
- Gordon Johnson (* 1946), Radsportler
- Alan Jones (* 1946), Automobilrennfahrer
- Tristan Rogers (1946–2025), Schauspieler
- Peter Singer (* 1946), Philosoph und Ethiker
- Gailene Stock (1946–2014), Balletttänzerin und Tanzpädagogin
- Ruth Struwe (* 1946), deutsche Prähistorikerin

#### 1947
- Gary „Angry“ Anderson (* 1947), Rocksänger und Schauspieler
- Ian Baker (* 1947), Kameramann
- David Douglas (* 1947), Ruderer
- Bruce Field (* 1947), Hürdenläufer, Sprinter und Weitspringer
- David Helfgott (* 1947), Pianist
- Geoff Hunt (* 1947), Squashspieler und -trainer

#### 1948
- Jill Bilcock (* 1948), Filmeditorin
- Mark Coleridge (* 1948), römisch-katholischer Geistlicher, Erzbischof von Brisbane
- Richard Franklin (1948–2007), Filmregisseur
- Leslie Howard (* 1948), Konzertpianist, Komponist und Dirigent
- J. Hyam Rubinstein (* 1948), Mathematiker

#### 1949
- Donald Allan (* 1949), Radrennfahrer
- Daryl Braithwaite (* 1949), Popmusiker

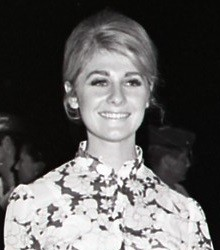
Penelope Plummer
(* 1949)

- Neil Crang (1949–2020), Automobilrennfahrer
- Simon Crean (1949–2023), Politiker
- Steve Duke (* 1949), Dartspieler
- Rod Hardy (* 1949), Regisseur
- Chris Mann (1949–2018), Lyriker, Komponist und Performer
- John Nicholson (* 1949), Radsportler
- Penelope Plummer (* 1949), Model und Schönheitskönigin
- Wendy Saddington (1949–2013), Sängerin
- Peter Shannon (* 1949), Diplomat
- John Trevorrow (* 1949), Radrennfahrer

#### 1950
- Gillian Armstrong (* 1950), Regisseurin
- Jim Bacon (1950–2004), Politiker (Australian Labor Party)
- David Crean (* 1950), Politiker (Australian Labor Party)
- John Forbes (1950–1998), Dichter
- Neil J. Gunther (* 1950), Wissenschaftler
- Geoff Love (* 1950), Klimatologe
- John Marsden (1950–2024), Schriftsteller
- Richard Norton (1950–2025), Schauspieler, Stuntman und Filmproduzent
- Christopher Saunders (* 1950), römisch-katholischer Bischof von Broome
- Keith Sullivan (* 1950), Dartspieler
- Peter Wilson (* 1950), Architekt

### 1951–1960

#### 1951
- David Allan (1951–1989), Radrennfahrer
- Raelene Boyle (* 1951), Leichtathletin und Olympionikin
- Anthony Pryor (1951–1991), Bildhauer
- Samantha Sang (* 1951), Sängerin
- Philip Sawyer (* 1951), Radrennfahrer

#### 1952
- Geoffrey Bartlett (* 1952), Bildhauer
- Brenton Broadstock (* 1952), Komponist
- Wendy Hughes (1952–2014), Schauspielerin
- Allan Pease (* 1952), Bestseller-Autor und Kommunikationstrainer
- Gregory Roberts (* 1952), Autor
- Jill Scott (* 1952), Medienkünstlerin
- Peter Tatchell (* 1952), britischer Menschenrechtsaktivist

#### 1953

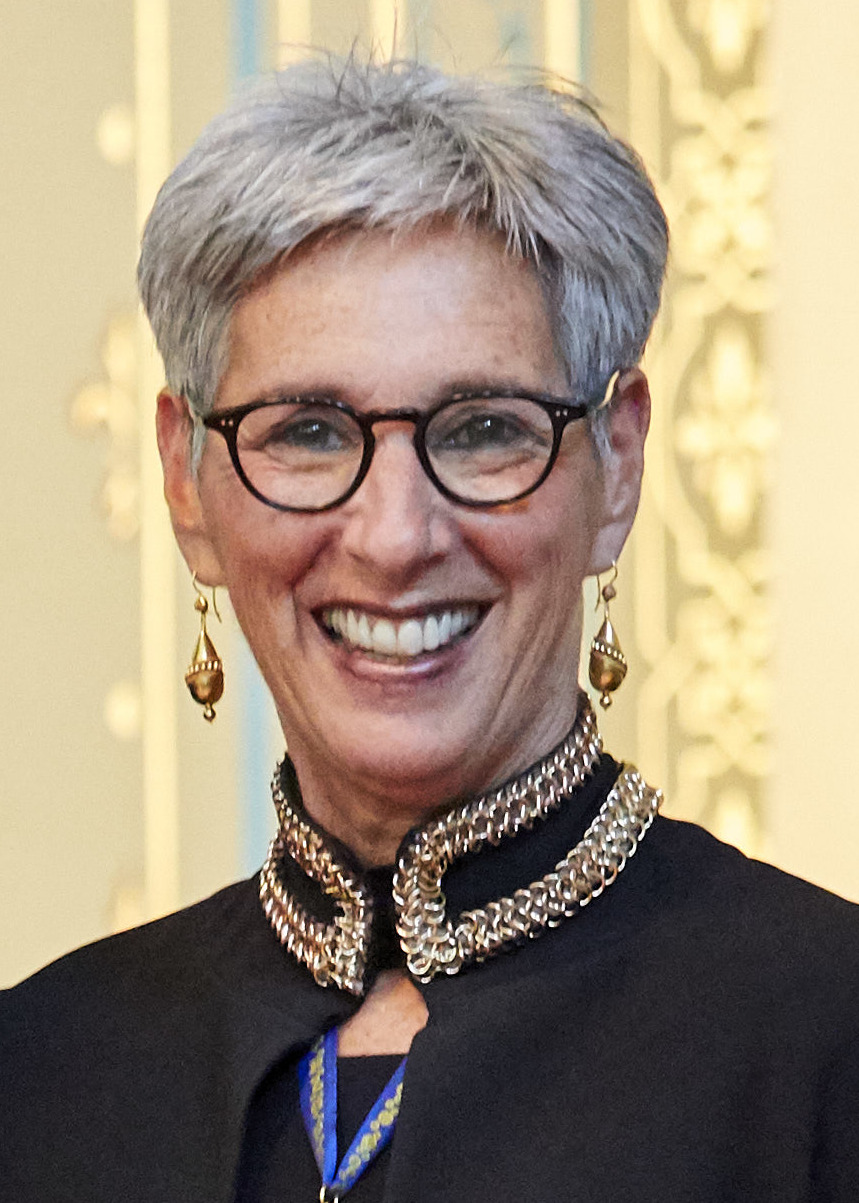
Linda Dessau
(* 1953)

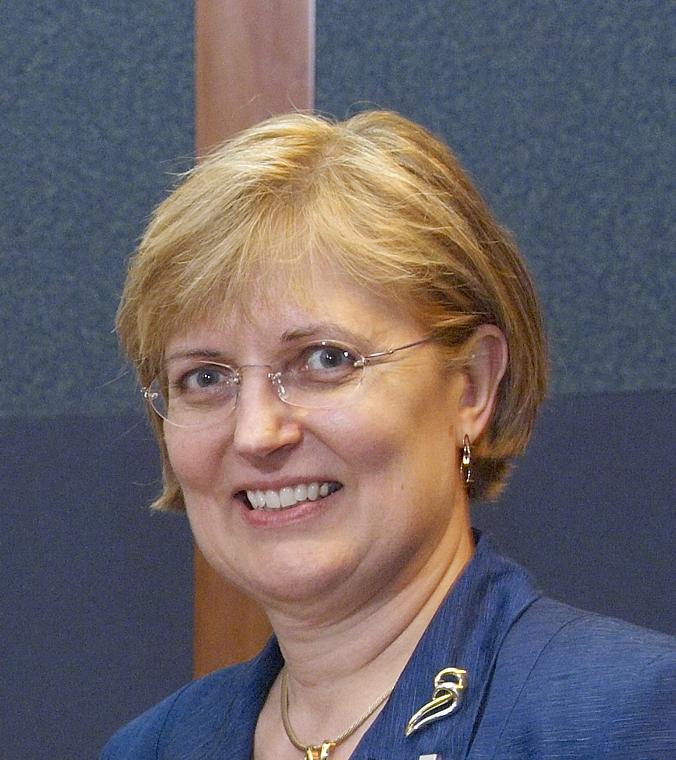
Elsa Reichmanis
(* 1953)

- Julian Alston (* 1953), australisch-US-amerikanischer Agrarökonom
- Rae Anderson (* 1953), Squashspielerin
- Ted Baillieu (* 1953), Politiker
- Linda Dessau (* 1953), Juristin und Gouverneurin von Victoria
- Murray Hall (* 1953), Radrennfahrer
- Ben Kiernan (* 1953), Historiker
- Russell Mulcahy (* 1953), Regisseur
- Elsa Reichmanis (* 1953), Chemikerin und Hochschullehrerin
- Bruce Stillman (* 1953), Biologe und Grundlagenforscher
- Laurie Venn (* 1953), Radrennfahrer

#### 1954
- Lawrence Carroll (1954–2019), australisch-US-amerikanischer Maler und Objektkünstler
- Robin Croker (* 1954), britisch-australischer Radrennfahrer
- Johnny Logan (* 1954), Sänger und Songwriter
- Paul McNamee (* 1954), Tennisspieler
- Clive Palmer (* 1954), Milliardär
- Mark Brandon Read (1954–2013), Krimineller und Autor
- Phil Rudd (* 1954), Schlagzeuger der Hardrock-Band AC/DC

#### 1955
- Cameron Allan (1955–2013), Filmkomponist
- David Bell (* 1955), Hockeyspieler
- Peter Besanko (* 1955), Radrennfahrer
- David Connell (* 1955), Kameramann
- Edward Duyker (* 1955), Schriftsteller und Historiker
- Bill Henson (* 1955), Fotograf
- Peter McNamara (1955–2019), Tennisspieler
- Paul Stoddart (* 1955), Formel-1-Rennstallbesitzer
- John Watters (* 1955), Radrennfahrer

#### 1956

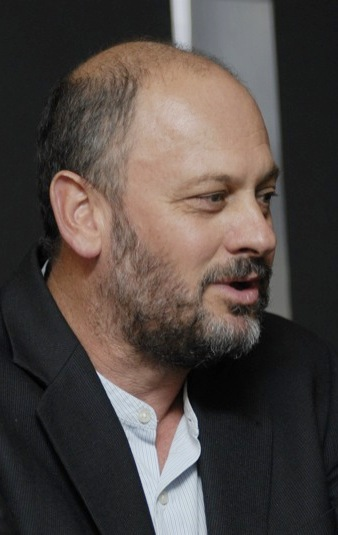
Tim Flannery
(* 1956)

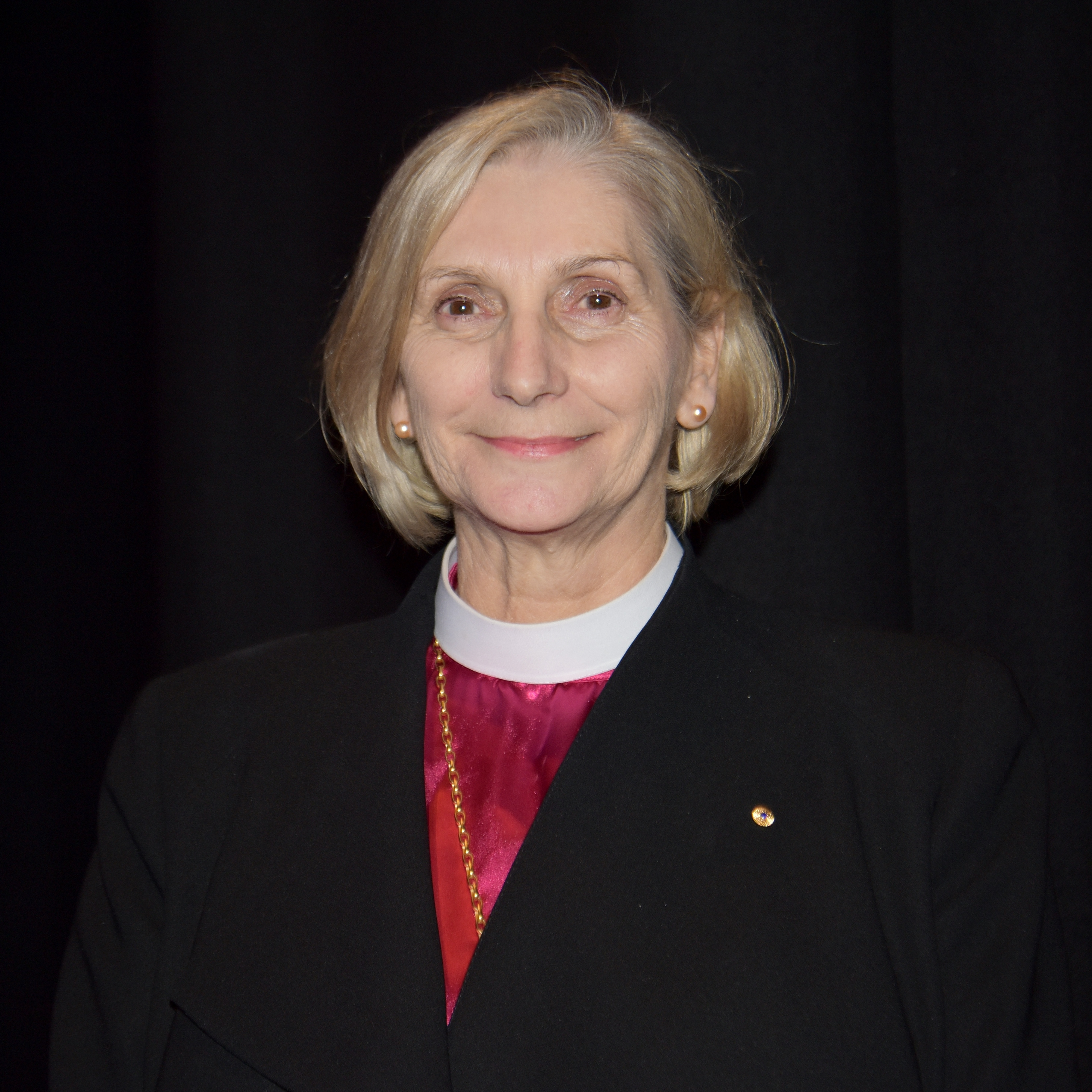
Kay Goldsworthy
(* 1956)

- Mark Evans (* 1956), ehemaliger Bassist der australischen Hardrock-Band AC/DC
- Tim Flannery (* 1956), Biologe und Zoologe
- Kay Goldsworthy (* 1956), anglikanische Bischöfin
- Iain M. Johnstone (* 1956), australisch-US-amerikanischer Mathematiker
- Alf Klimek (* 1956), Musiker, Popsänger und Komponist
- Gael Martin (* 1956), Kugelstoßerin und Diskuswerferin
- Lyndal Roper (* 1956), Historikerin

#### 1957
- Robert de Castella (* 1957), Langstreckenläufer
- Peter Howard Costello (* 1957), Politiker
- Liam Davison (1957–2014), Schriftsteller
- Virgil Donati (* 1957), Schlagzeuger
- Anthony John Ireland (* 1957), römisch-katholischer Geistlicher, Erzbischof von Hobart
- Richard Parncutt (* 1957), Musikpsychologe und Professor für Systematische Musikwissenschaft
- Gary Sweet (* 1957), Schauspieler

#### 1958
- Peter Antonie (* 1958), Ruderer
- Simon Baker (* 1958), Geher
- Colin Batch (* 1958), Hockeyspieler
- Phillip Gwynne (* 1958), Schriftsteller
- Ron Mueck (* 1958), Künstler und Bildhauer
- Brendan Nelson (* 1958), Politiker

#### 1959
- Jennifer Fallon (* 1959), Fantasy-Autorin
- Antony Guss (* 1959), Skirennläufer
- Paul Hester (1959–2005), Schlagzeuger der Bands Split Enz und Crowded House
- Gary Honey (* 1959), Leichtathlet
- Rowland S. Howard (1959–2009), Rockmusiker, Gitarrist und Songwriter
- Darryl Johansen (* 1959), Schachgroßmeister
- Barry O’Farrell (* 1959), Politiker
- Gary Trowell (* 1959), Radrennfahrer
- Geoffrey Wright (* 1959), Filmregisseur

#### 1960

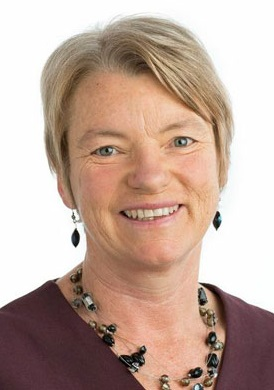
Janet Rice
(* 1960)

- Joseph Caddy (* 1960), Bischof von Cairns
- Debbie Flintoff-King (* 1960), Hürdenläuferin
- Robby Foldvari (* 1960), Snookerspieler
- Jocelyn Moorhouse (* 1960), Filmregisseurin, Filmproduzentin und Drehbuchautorin
- Janet Rice (* 1960), Politikerin (Australian Greens)
- Dieter Salomon (* 1960), Politiker, Oberbürgermeister der Stadt Freiburg im Breisgau von 2002 bis 2018
- Russell Stewart (* 1960), Dartspieler
- JG Thirlwell (* 1960), Musiker und Komponist

### 1961–1970

#### 1961
- Christine Bridge (* 1961), Seglerin[6]
- Suzanne Cotter (* 1961), Kunsthistorikerin und Kuratorin
- Lisa Gerrard (* 1961), Musikerin und Sängerin
- Andy Griffiths (* 1961), Kinderbuchautor und Comedy-Autor
- Robert Persché (* 1961), österreichischer Komponist, Regisseur und Autor
- Anne Pincus (* 1961), Malerin und Bildhauerin
- Sayuki (1961–2023), Anthropologin und Geisha

#### 1962
- Michael Balzary (* 1962), Bassist

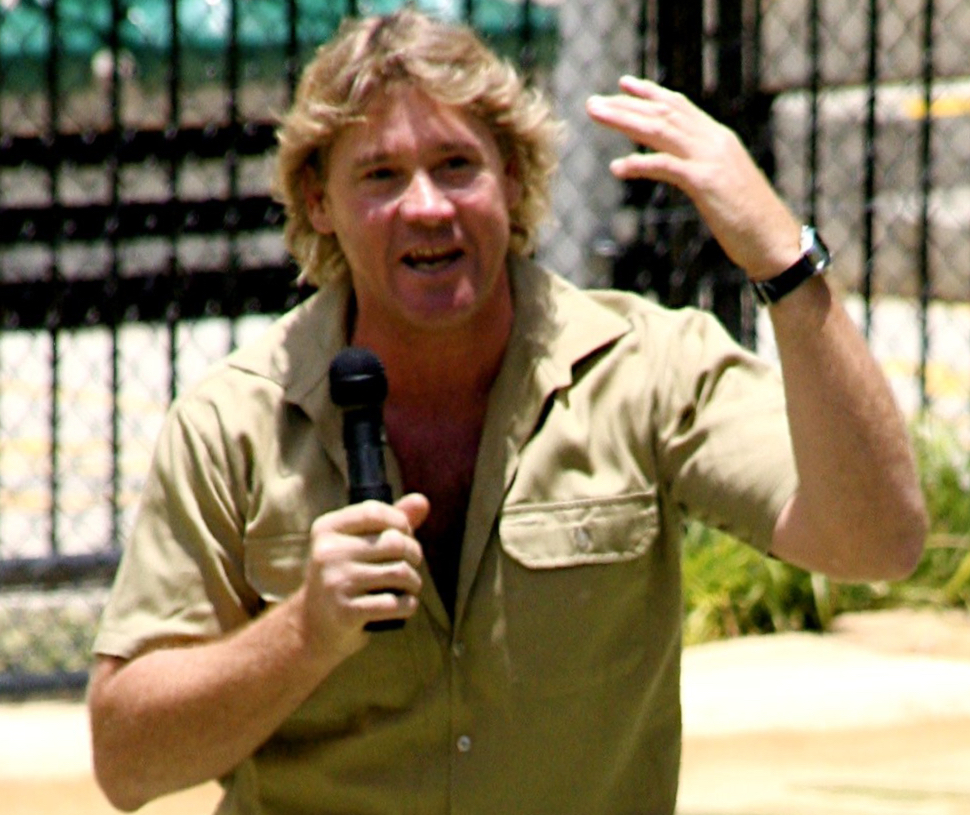
Steve Irwin
(1962–2006)

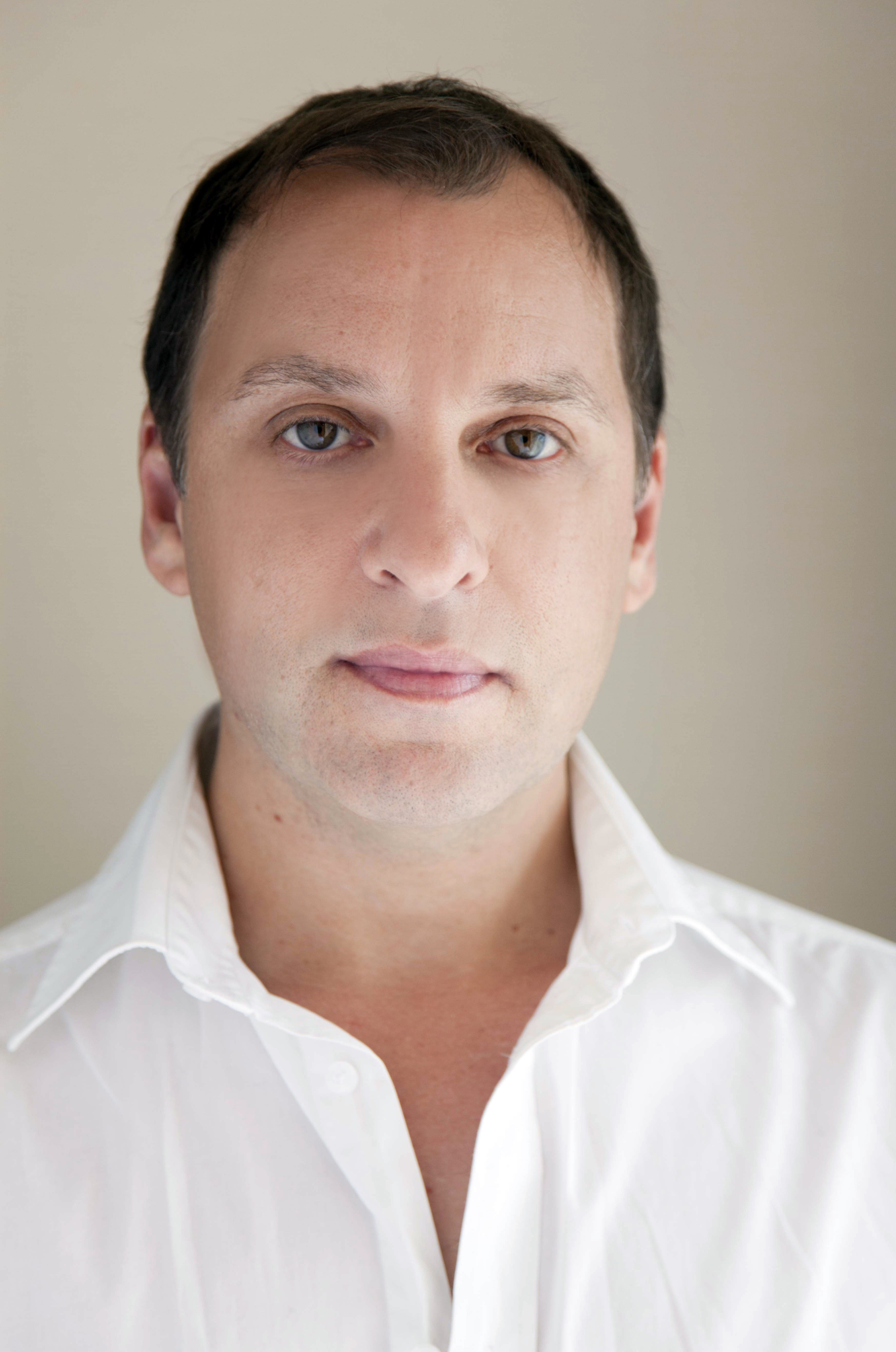
Johnny Klimek
(* 1962)

- Helen Buday (* 1962), Schauspielerin und Sängerin
- Barry Dickson (* 1962), Neurobiologe
- Steve Irwin (1962–2006), Dokumentarfilmer und Schauspieler
- Nikolas Jaspert (* 1962), deutscher Historiker
- Jayney Klimek (* 1962), Sängerin
- Johnny Klimek (* 1962), Filmkomponist und Musikproduzent
- Eric Philips (* 1962), Polarabenteurer und Astronaut
- Nicholas Stargardt (* 1962), Historiker

#### 1963
- Marilla Guss (* 1963), Skirennläuferin
- Louise Hearman (* 1963), Malerin

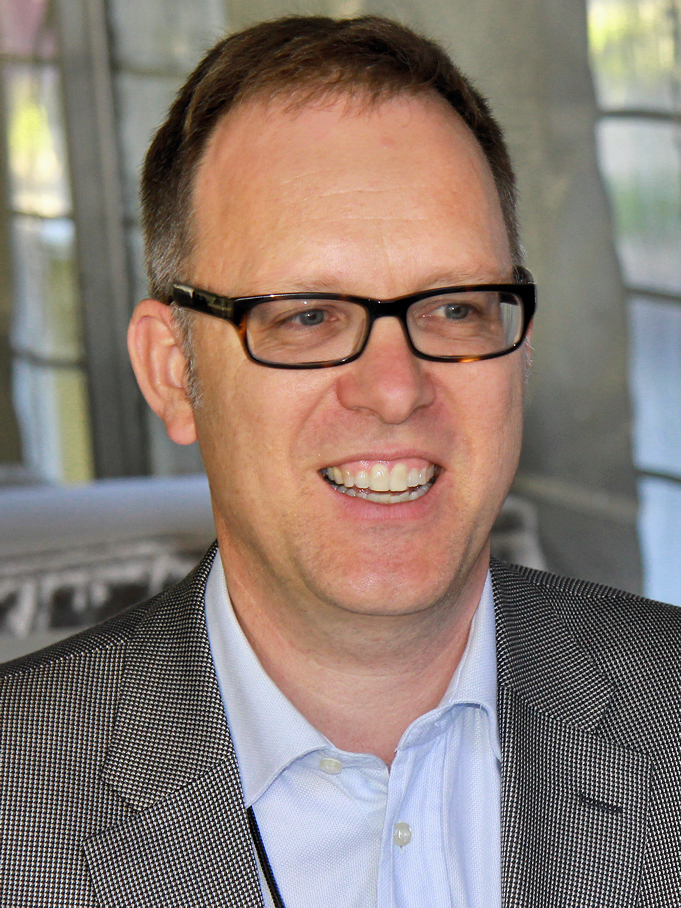
Garth Nix
(* 1963)

- Gregory Hjorth (1963–2011), Logiker
- Michael Lynch (* 1963), Radrennfahrer
- Anne Minter (* 1963), Tennisspielerin
- Ian Munro (* 1963), Pianist, Komponist und Musikpädagoge
- Pip Mushin (* 1963), Schauspieler
- Garth Nix (* 1963), Autor
- Samuel Patten (* 1963), Ruderer
- Hugo Race (* 1963), Bluesrock-Gitarrist, Komponist und Bandleader
- Julian Savulescu (* 1963), Philosoph
- Peter Scully (* 1963), Sexualstraftäter
- Robert Taylor (* 1963), Schauspieler
- Donna Williams (1963–2017), Schriftstellerin und Künstlerin

#### 1964
- Damian Conway (* 1964), Informatikprofessor
- Andrew Cooper (* 1964), Ruderer
- Julie Eizenberg (* 1964), australisch-US-amerikanische Architektin und Hochschullehrerin
- Jennifer Holliday (* 1964), Softballspielerin[7]
- Mike McKay (* 1964), Ruderer
- Stephen Pate (* 1964), Radrennfahrer
- Elliot Perlman (* 1964), Schriftsteller
- John Pyper-Ferguson (* 1964), Schauspieler
- Martin Vinnicombe (* 1964), Bahnradsportler

#### 1965
- Pat Cash (* 1965), Tennisspieler
- Cameron Daddo (* 1965), Schauspieler und Musiker
- Anthony Robert Dorigo (* 1965), englischer Fußballspieler
- Andrew Gaze (* 1965), Basketballspieler
- Alistair Guss (* 1965), Skirennläufer
- Costas Mandylor (* 1965), griechisch-australischer Schauspieler
- Catherine McClements (* 1965), Schauspielerin
- Michele Timms (* 1965), Basketballtrainerin und -spielerin
- John Torode (* 1965), Fernsehkoch und Autor
- Christos Tsiolkas (* 1965), Schriftsteller und Dramatiker
- Danielle Woodward (* 1965), Kanutin

#### 1966

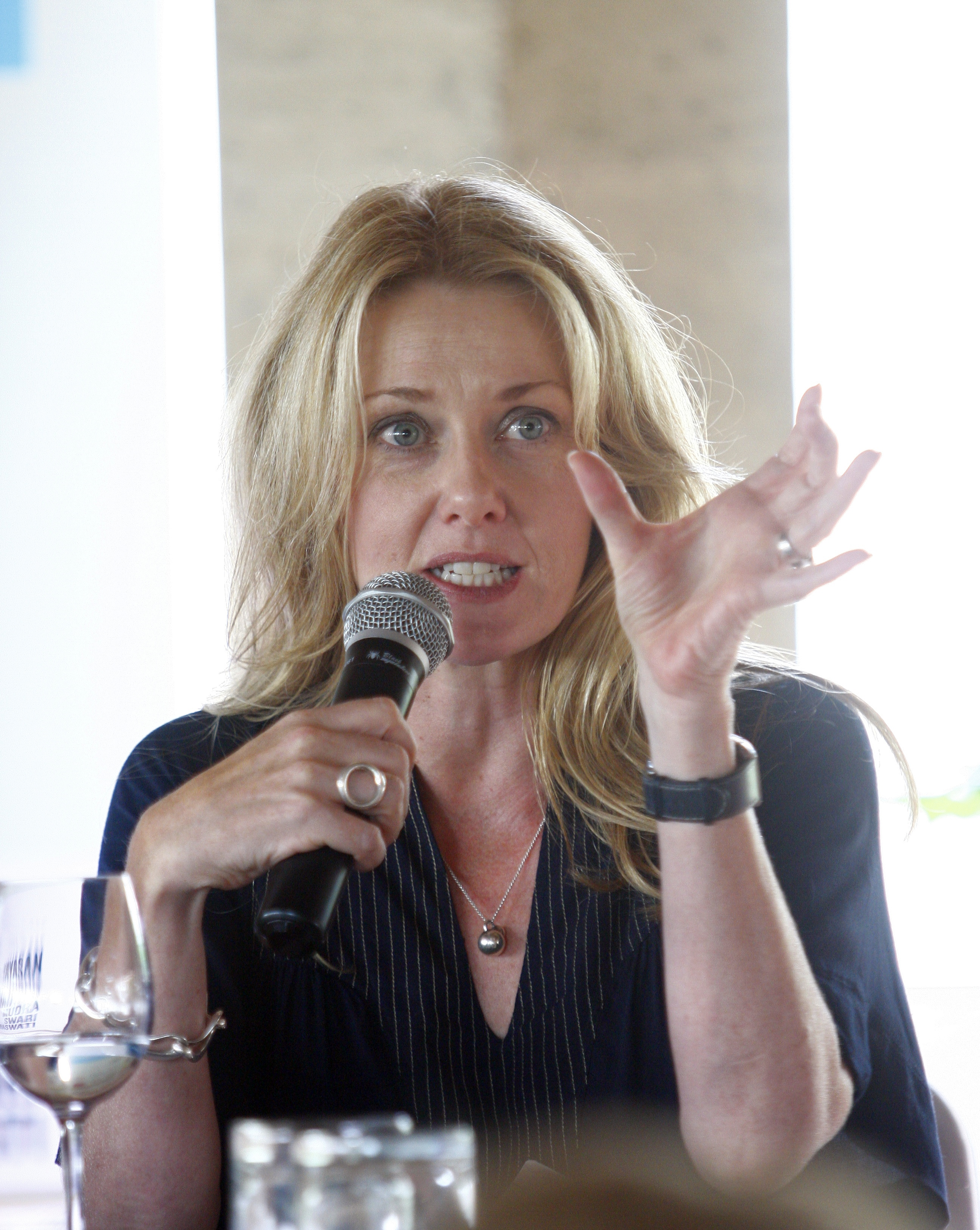
Anna Funder
(* 1966)

- Anna Funder (* 1966), Schriftstellerin, Dokumentarfilmerin und Rechtsanwältin
- Joe Hachem (* 1966), libanesisch-australischer Pokerspieler
- Kaylynn Hick (* 1966), Ruderin[8]
- Louis Mandylor (* 1966), griechisch-australischer Schauspieler, Regisseur, Drehbuchautor und Filmproduzent
- Barney McAll (* 1966), Jazzmusiker
- Gary Neiwand (* 1966), Radrennfahrer
- Gideon Obarzanek (* 1966), Balletttänzer und Choreograph
- Kirsty Sword Gusmão (* 1966), osttimoresische Politikergattin

#### 1967
- Tina Arena (* 1967), Popsängerin
- Lachlan Dreher (* 1967), Hockeyspieler
- Mark Gray (* 1967), Skilangläufer
- Nicholas Green (* 1967), Ruderer

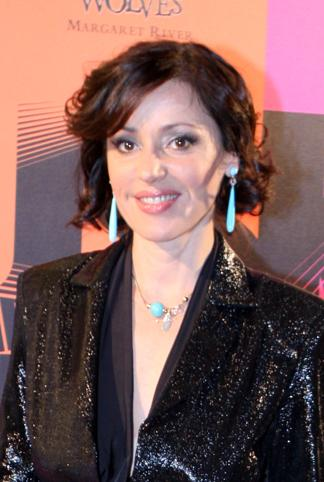
Tina Arena
(* 1967)

- Barrie Kosky (* 1967), deutsch-australischer Opern- und Theaterregisseur
- Sean Oppenheimer (* 1967), nauruischer Politiker
- Bill Shorten (* 1967), Politiker
- Tony Smith (* 1967), Politiker (Liberal Party of Australia)
- Andrew Taylor (* 1967), Maler und Grafiker

#### 1968
- Merril Bainbridge (* 1968), Popsängerin
- Eric Bana (* 1968), Schauspieler
- David Carabott (* 1968), Fußballspieler
- Melissa Coleman (* 1968), Cellistin

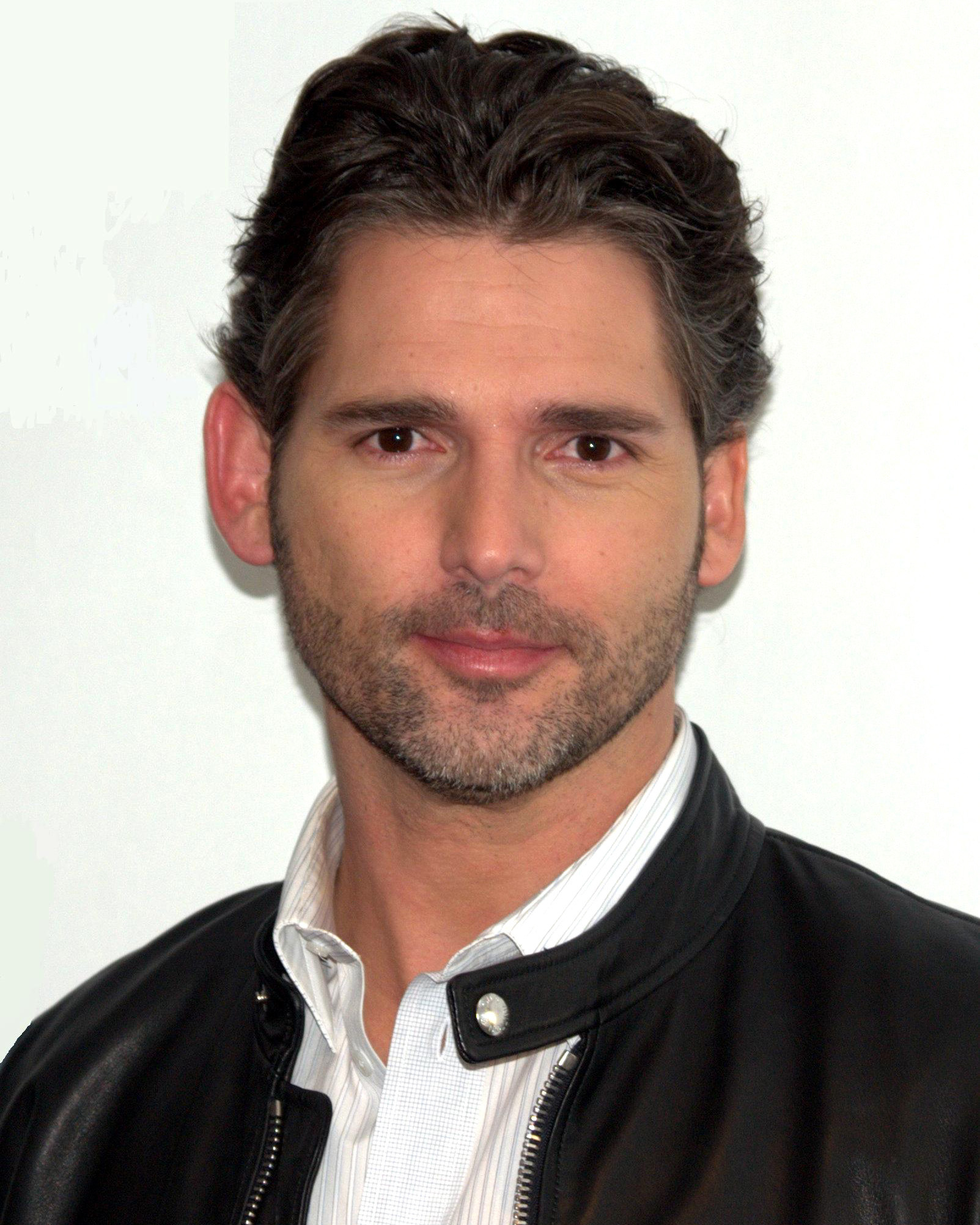
Eric Bana
(* 1968)

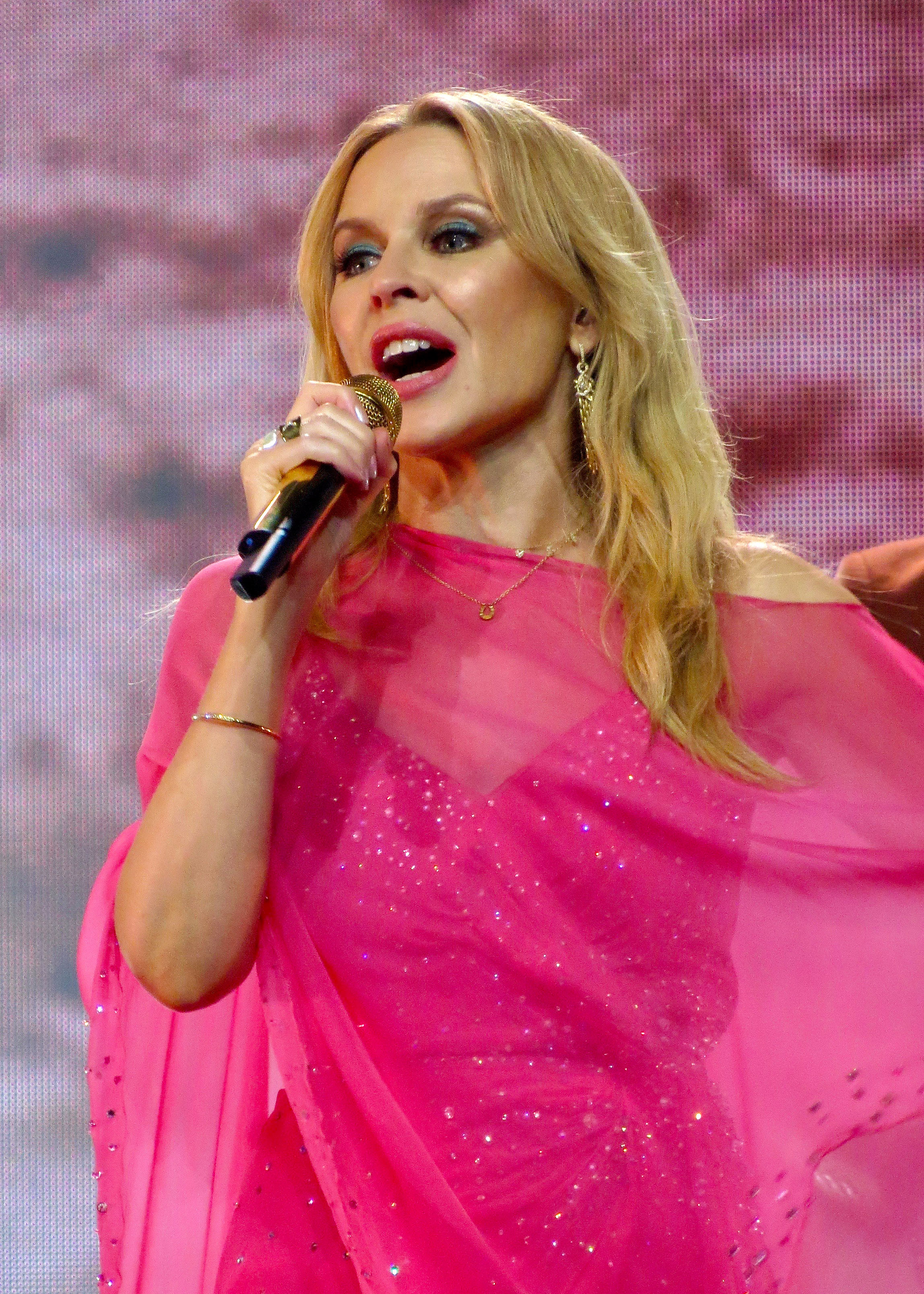
Kylie Minogue
(* 1968)

- Jason Donovan (* 1968), Sänger und Schauspieler
- Sarah Fitz-Gerald (* 1968), Squashspielerin
- Rachel Griffiths (* 1968), Schauspielerin
- Sonya Hartnett (* 1968), Schriftstellerin
- Kylie Minogue (* 1968), Sängerin und Schauspielerin
- Danielle Perpoli (* 1968), italienische Sprinterin
- Jay Stacy (* 1968), Hockeyspieler
- Chris Womersley (* 1968), Schriftsteller und Journalist

#### 1969

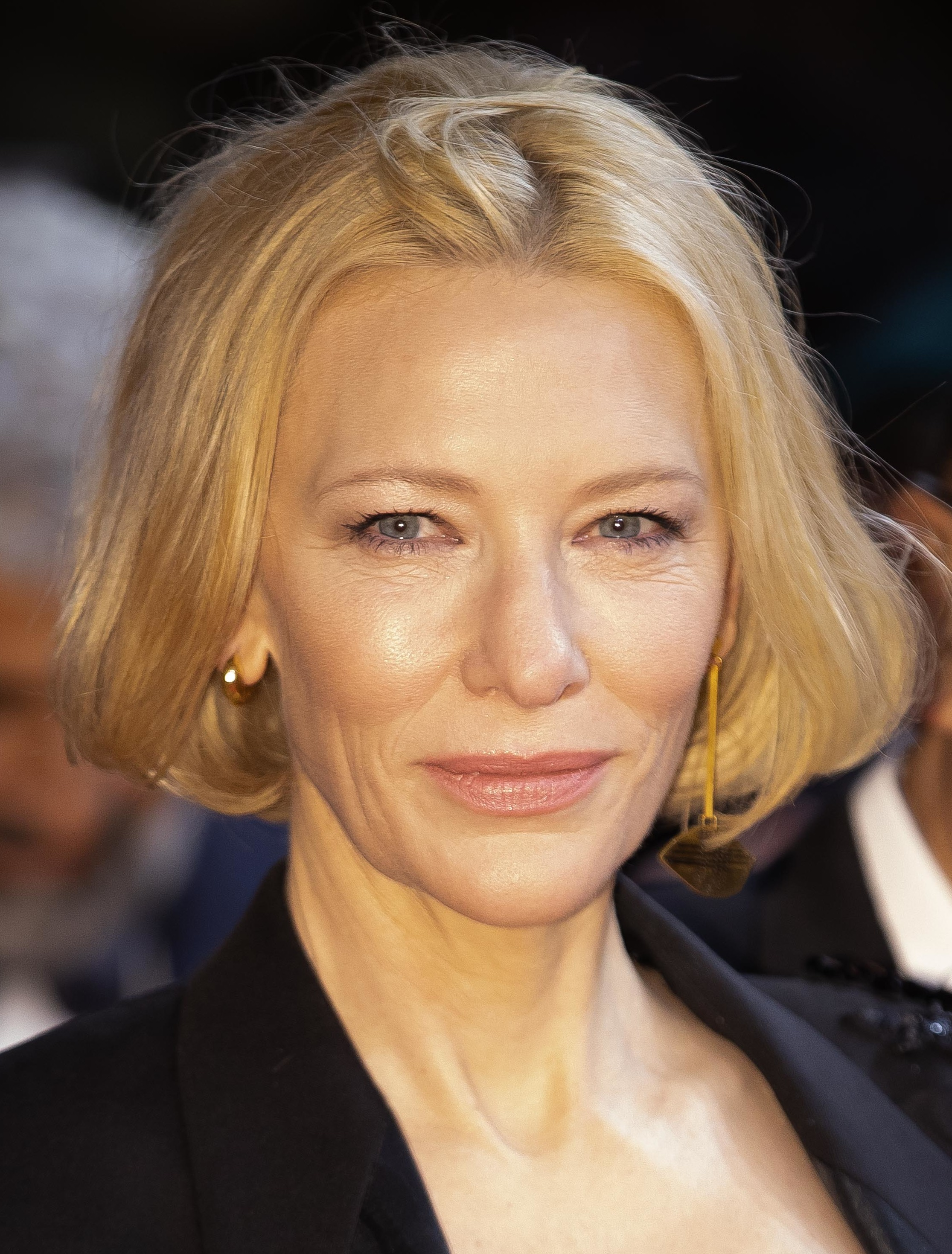
Cate Blanchett
(* 1969)

- Tatjana Alexander (* 1969), deutsche Schauspielerin
- James Bailey (* 1969), Dartspieler
- Cate Blanchett (* 1969), Schauspielerin
- Nicole Bradtke (* 1969), Tennisspielerin
- Trudi Canavan (* 1969), Fantasy-Schriftstellerin
- Lachlan Elmer (* 1969), Hockeyspieler
- Paul Gray (* 1969), Skilangläufer
- Rod de Highden (* 1969), Langstreckenläufer
- Nik Halik (* 1969), Finanzunternehmer, Motivationstrainer und Abenteurer
- Steve Heather (* 1969), Jazzmusiker
- Anthony Hill (* 1969), Squashspieler
- Konstandinos Koukodimos (* 1969), griechischer Weitspringer und Politiker
- Luc Longley (* 1969), Basketballspieler
- Kirstie Marshall (* 1969), Freestyle-Skierin
- Ben Mendelsohn (* 1969), Schauspieler und Musiker
- Andrew Murphy (* 1969), Dreispringer
- Paolo „Paul“ Vincenzo Trimboli (* 1969), Fußballspieler

#### 1970
- Bridie Carter (* 1970), Schauspielerin
- Richard Di Natale (* 1970), Politiker
- Colin Edwin (* 1970), Bassist
- Andrew Florent (1970–2016), Tennisspieler
- Rebecca Joyce (* 1970), Ruderin
- Antonia Kidman (* 1970), Journalistin, Fernsehmoderatorin und Produzentin
- Claire Mitchell-Taverner (* 1970), Hockeyspielerin
- Damian Mori (* 1970), Fußballspieler
- Nicole Richardson (* 1970), Softballspielerin[9]
- Danni Roche (* 1970), Hockeyspielerin
- Natascha Stellmach (* 1970), Künstlerin

### 1971–1980

#### 1971
- Robert Allenby (* 1971), Profigolfer
- Steve Brimacombe (* 1971), Leichtathlet
- James Elmer (* 1971), Hockeyspieler
- Jaime Fernandez (* 1971), Ruderer
- Linley Frame (* 1971), Schwimmerin

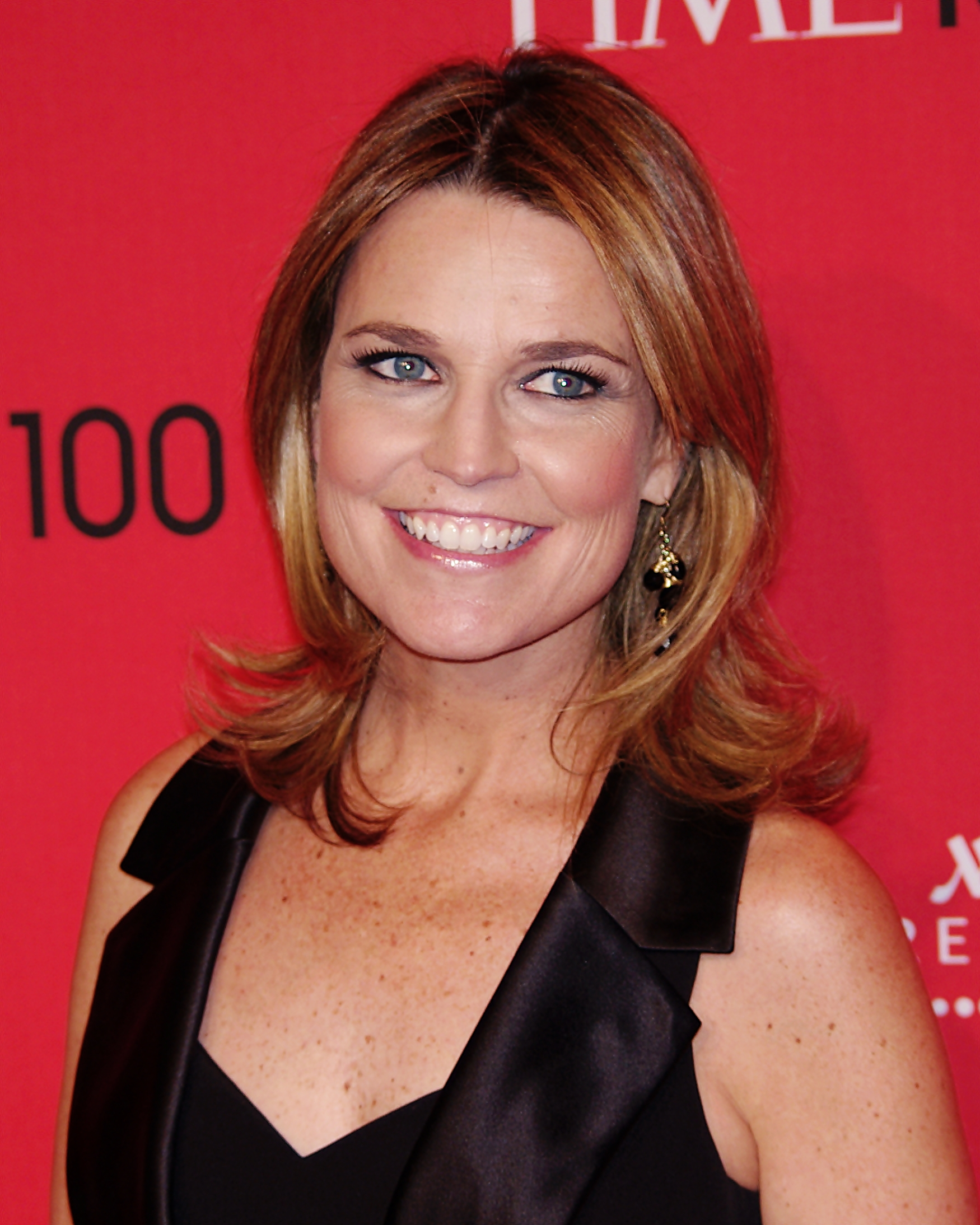
Savannah Guthrie
(* 1971)

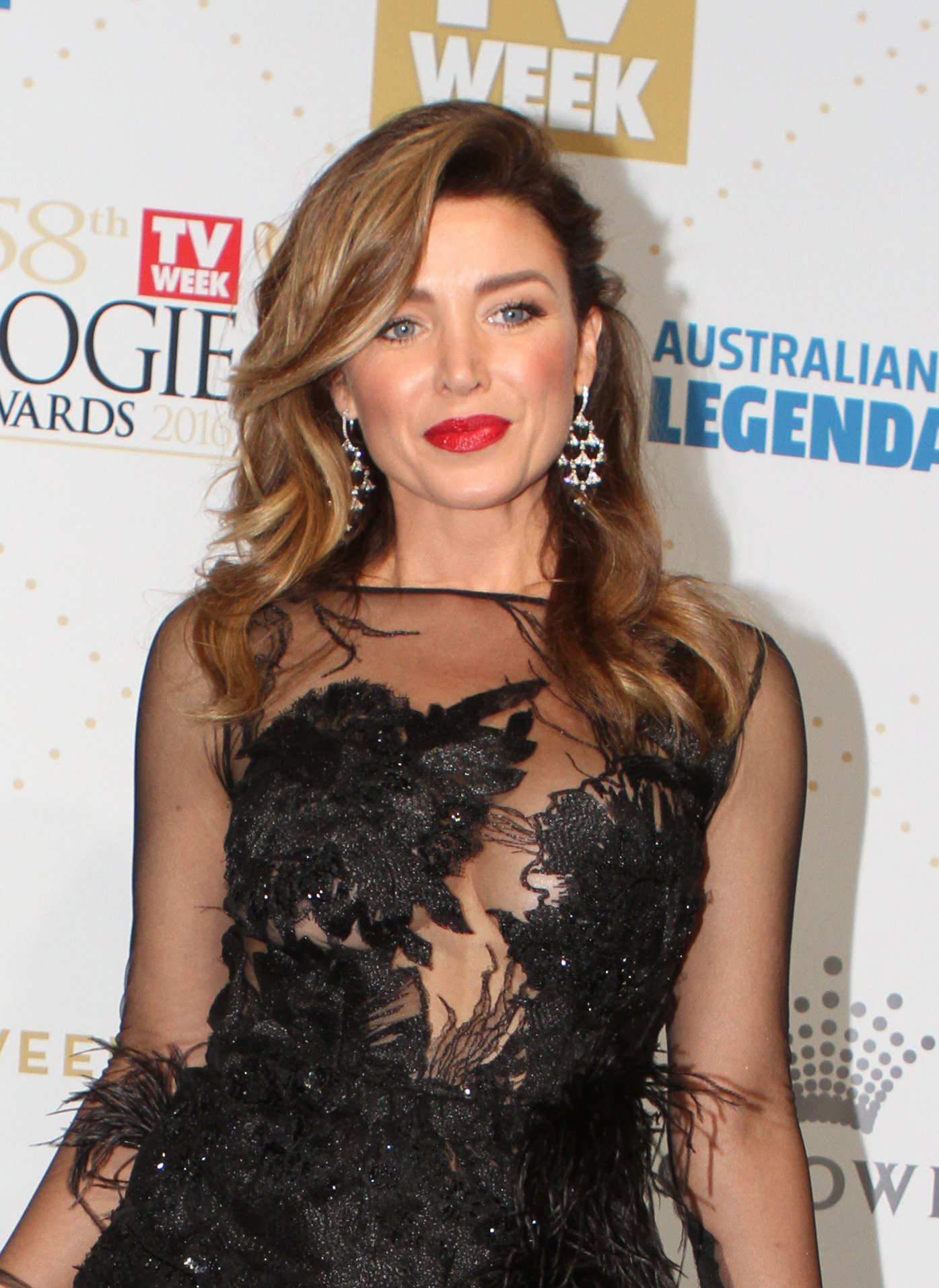
Dannii Minogue
(* 1971)

- Josh Frydenberg (* 1971), Politiker (Liberal Party of Australia)
- Savannah Guthrie (* 1971), US-amerikanische Journalistin und Fernsehmoderatorin
- Amanda Hardy (* 1971), Badmintonspielerin
- Mark Hensby (* 1971), Golfer
- Murray Hocking (* 1971), Badmintonspieler
- Marco Leonardi (* 1971), italienischer Schauspieler
- Nicole Livingstone (* 1971), Schwimmerin
- Anna Millward (* 1971), Radrennfahrerin
- Dannii Minogue (* 1971), Sängerin und Schauspielerin
- Tim O’Dwyer (* 1971), Jazz- und Improvisationsmusiker
- Carol Owens (* 1971), neuseeländische Squashspielerin
- Adam Vella (* 1971), Sportschütze

#### 1972
- Danny Calegari (* 1972), australisch-US-amerikanischer Mathematiker
- Ben Dodwell (* 1972), Ruderer
- Jason Duff (* 1972), Hockeyspieler
- Sam Griffiths (* 1972), Vielseitigkeitsreiter
- Brett Hayman (* 1972), Ruderer
- Sophie Heathcote (1972–2006), Schauspielerin
- Christopher Legh (* 1972), Triathlet
- Paul Leyden (* 1972), Schauspieler, Regisseur, Filmproduzent und Drehbuchautor
- Paul Machliss (* 1972), Filmeditor
- Brad Patton (* 1972), australisch-schwedischer Pornodarsteller
- Brett Tucker (* 1972), Schauspieler
- John Williams (* 1972), Squashspieler

#### 1973

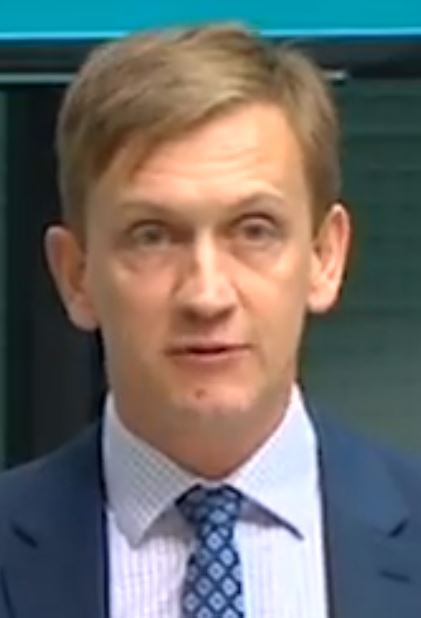
Julian Hill
(* 1973)

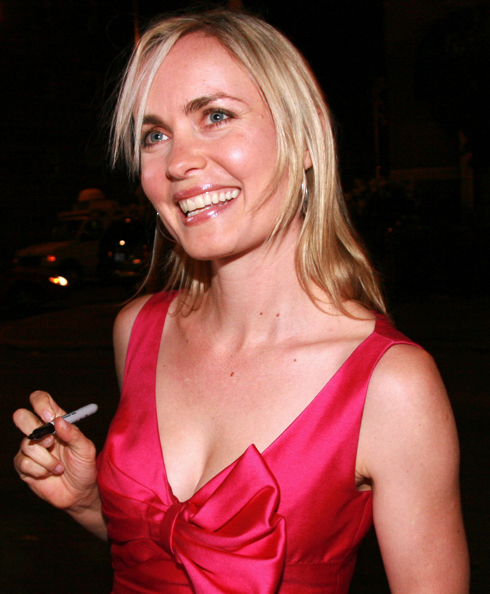
Radha Mitchell
(* 1973)

- Bradley James Allan (1973–2021), Schauspieler, Stuntman, Stunt- und Action-Regisseur
- Kate Anderson-Richardson (* 1973), Langstreckenläuferin
- Max Barry (* 1973), Schriftsteller
- Jacqui Cooper (* 1973), Freestyle-Skierin
- Portia de Rossi (* 1973), Schauspielerin
- Bill Gekas (* 1973), Fotograf
- Jackie Glazier (* 1973), Pokerspielerin
- Julian Hill (* 1973), Politiker
- Frank Juric (* 1973), Fußballtorwart
- Tom King (* 1973), Segler
- Pia Miranda (* 1973), Schauspielerin
- Radha Mitchell (* 1973), Schauspielerin, Filmproduzentin und Filmregisseurin
- Nick Mulder (1973–2024), Jazzmusiker
- Dean Pullar (* 1973), Wasserspringer
- Sam Soliman (* 1973), Boxer
- Jonathan Sweet (* 1973), Freestyle-Skier
- Emily Thomas (* 1973), Snowboarderin

#### 1974

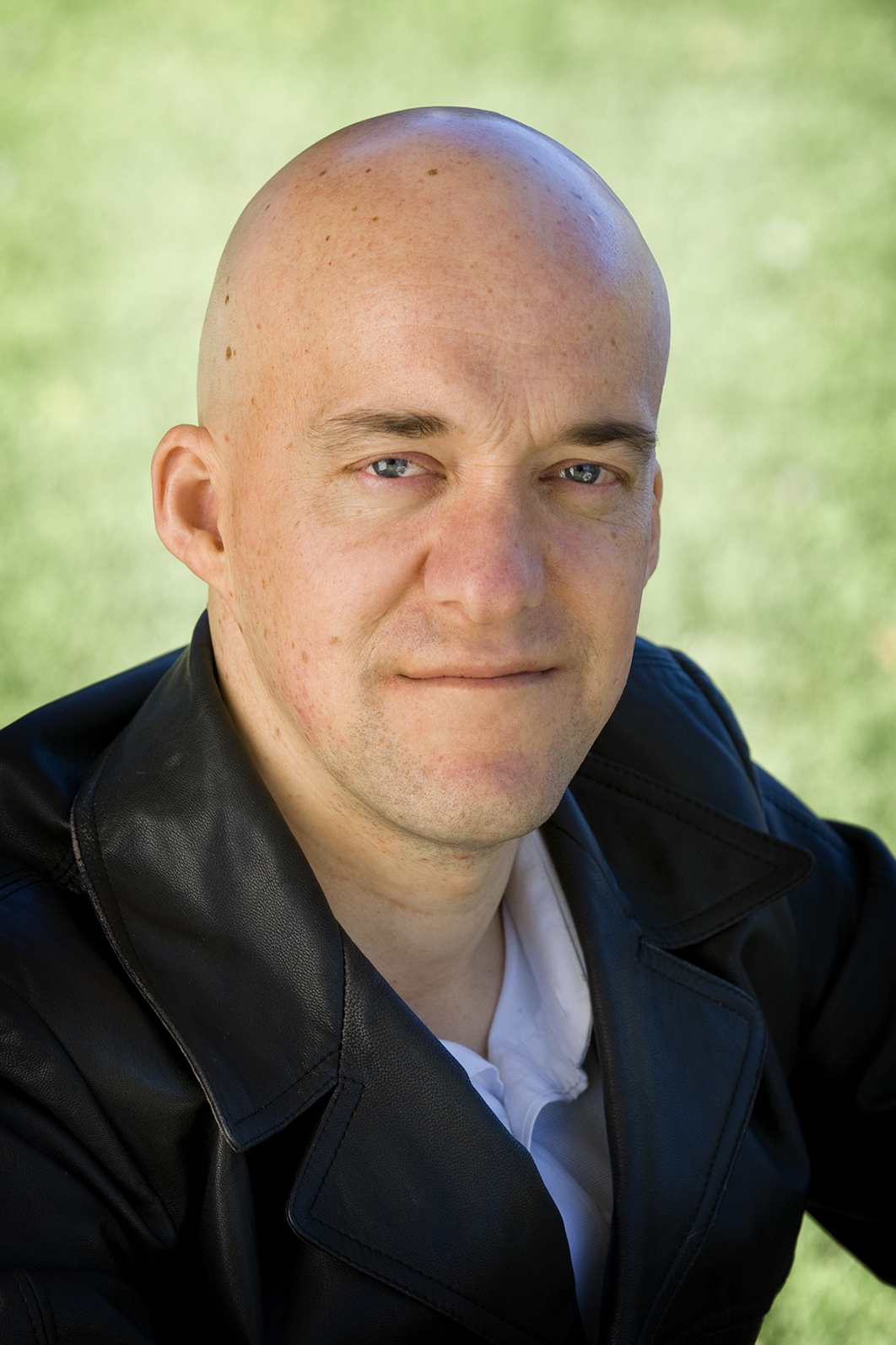
Barry Brook
(* 1974)

- Barry Brook (* 1974), Umweltwissenschaftler
- Lauren Burns (* 1974), Taekwondoin
- Alisa Camplin (* 1974), Freestyle-Skispringerin
- Bernard Curry (* 1974), Schauspieler
- Daniela Di Toro (* 1974), Rollstuhltennisspielerin
- Katrina Orpwood (* 1974), Synchronschwimmerin
- Anthony Sharpe (* 1974), Sänger und Schauspieler
- Daniel Sproule (* 1974), Hockeyspieler

#### 1975
- Chris Anstey (* 1975), Basketballspieler
- Adam Basil (* 1975), Sprinter
- Chris Cheney (* 1975), Gitarrist und Frontmann der Rockband The Living End
- Kim Farrant (* 1975), Filmregisseurin, Drehbuchautorin und Filmproduzentin
- Greig Fraser (* 1975), Kameramann
- Katie Mactier (* 1975), Radsportlerin
- Joseph Sirianni (* 1975), Tennisspieler
- Curtis Stone (* 1975), Fernseh-Koch und Kochbuchautor
- Mark Anthony Viduka (* 1975), Fußballspieler

#### 1976
- David Bamford (* 1976), Badmintonspieler
- Malcom Cuming (* 1976), Dartspieler

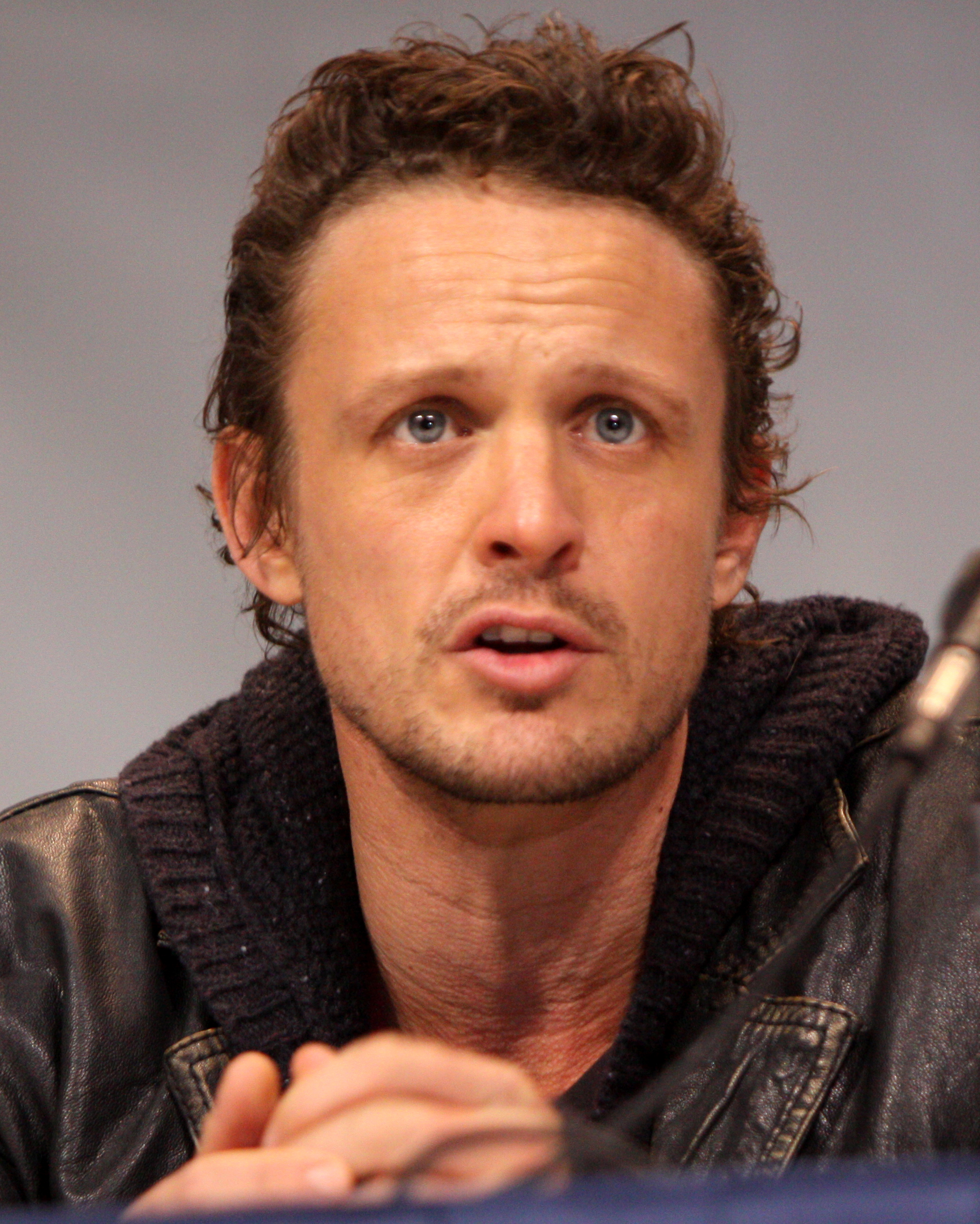
David Lyons
(* 1976)

- Joe Foster (* 1976), australisch-US-amerikanischer Pornodarsteller
- Damon Hayler (* 1976), Snowboarder
- Glenn Keenan (* 1976), australisch-niederländischer Squashspieler
- David Lyons (* 1976), Schauspieler
- Amber Parkinson (* 1976), Fechterin[10]
- Mark Philippoussis (* 1976), Tennisspieler
- Tom Pondeljak (* 1976), Fußballspieler
- Paul Price (* 1976), Squashspieler
- Peter Robertson (* 1976), Triathlet
- Eron Sheean (* 1976), Filmregisseur und Drehbuchautor
- Matt Welsh (* 1976), Schwimmer

#### 1977
- Clare-Louise Brumley (* 1977), Skilangläuferin
- Cameron Donald (* 1977), Motorradrennfahrer
- Jessica Gower (* 1977), Schauspielerin
- Paul Hanley (* 1977), Tennisspieler
- Donna MacFarlane (* 1977), Hindernisläuferin
- Alex McEwan (* 1977), Shorttracker
- Chantelle Newbery (* 1977), Wasserspringerin
- Charlie Pickering (* 1977), Komiker
- Sullivan Stapleton (* 1977), Schauspieler
- Daniel Trenton (* 1977), Taekwondoin
- Leigh Whannell (* 1977), Drehbuchautor und Schauspieler
- Cameron White (* 1977), Squashspieler
- Matthew Wilson (* 1977), Radrennfahrer

#### 1978

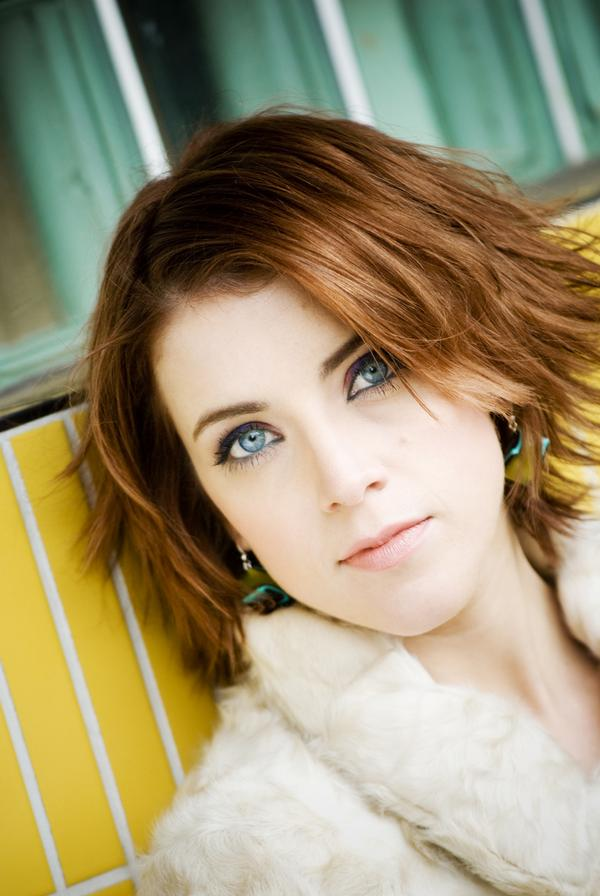
Andrea McEwan
(* 1978)

- Daniel „Danny“ Allsopp (* 1978), Fußballspieler
- Clemens Arnold (* 1978), deutscher Hockeyspieler
- Charlie Clausen (* 1978), Schauspieler
- Amber Clayton (* 1978), Schauspielerin
- Frank Drmic (* 1978), Basketballspieler
- Mahé Drysdale (* 1978), neuseeländischer Ruderer
- Marcus Fraser (* 1978), Golfspieler
- Kick Gurry (* 1978), Schauspieler
- Tamsyn Lewis (* 1978), Mittelstreckenläuferin
- Brett McBean (* 1978), Autor von Thrillern und Horrorliteratur
- Andrea McEwan (* 1978), Schauspielerin, Sängerin, Musikerin und Songschreiberin
- James Paterson-Robinson (* 1978), Springreiter
- Rebecca Thoresen (* 1978), australisch-maltesische Basketballspielerin
- Cathryn Wightman (* 1978), Synchronschwimmerin

#### 1979
- Simon Colosimo (* 1979), Fußballspieler

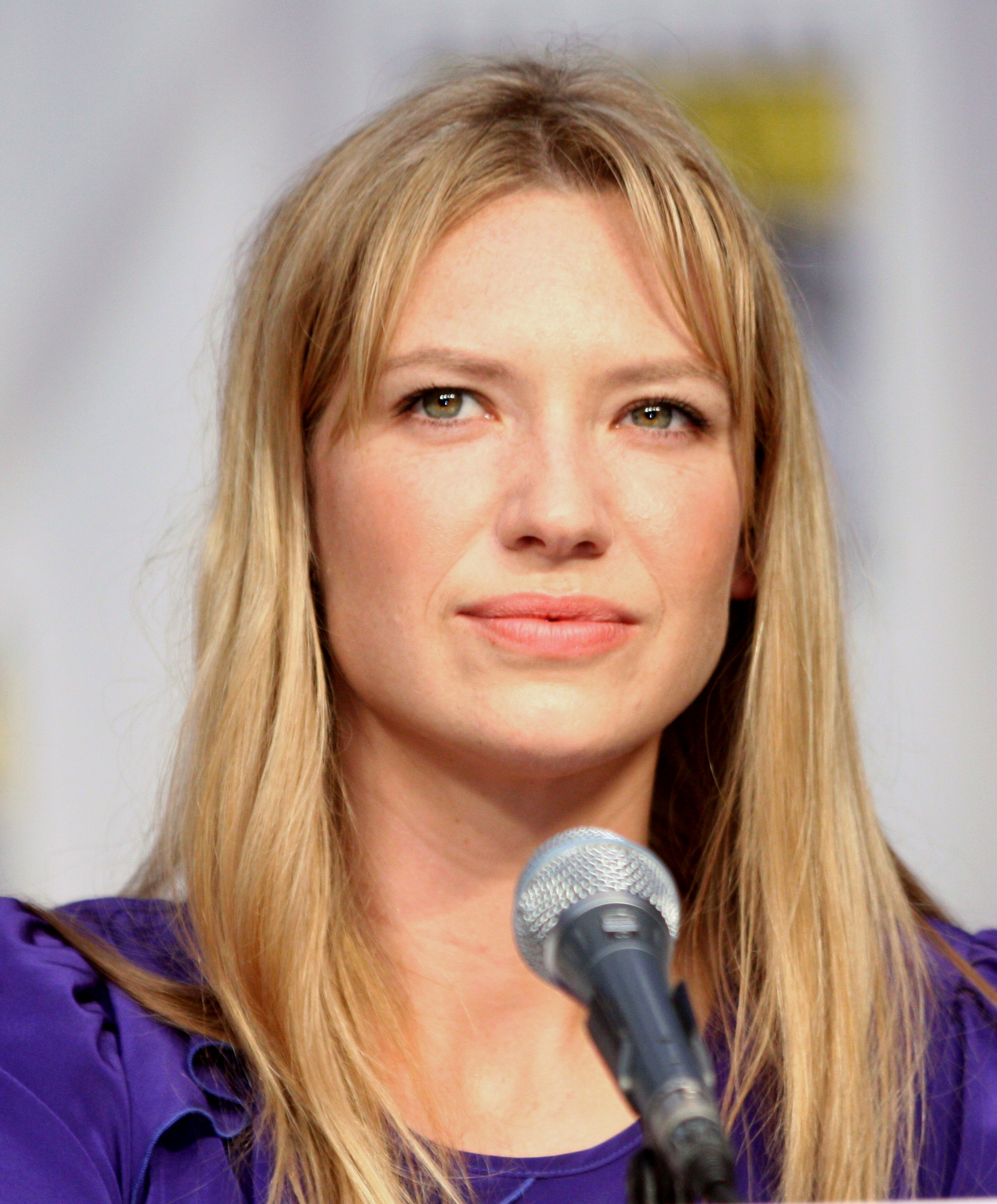
Anna Torv
(* 1979)

- Brody Dalle (* 1979), Sängerin und Gitarristin
- Alex Davison (* 1979), Automobilrennfahrer
- Luke Doerner (* 1979), Hockeyspieler
- Joanne Fox (* 1979), Wasserballspielerin
- Vince Grella (* 1979), Fußballspieler
- Ryan Johnson (* 1979), Schauspieler
- Emily Martin (* 1979), Ruderin
- Danielle de Niese (* 1979), Opernsängerin (Sopran)
- Toby Ord (* 1979), Philosoph
- Anthony Pateras (* 1979), Jazz-Musiker und Komponist Neuer Musik
- Jesse Spencer (* 1979), Schauspieler
- Dan Spielman (* 1979), Schauspieler
- Anna Torv (* 1979), Schauspielerin
- Lisa Jane Weightman (* 1979), Langstreckenläuferin

#### 1980

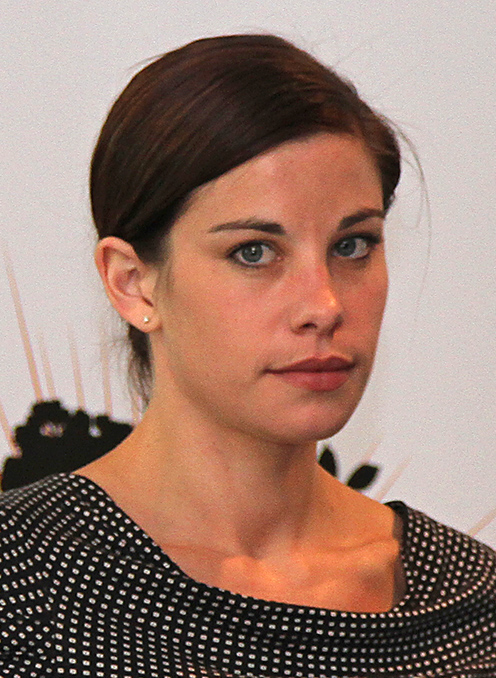
Brooke Satchwell
(* 1980)

- David Andersen (* 1980), Basketballspieler
- Melissa Barbieri (* 1980), Fußballspielerin
- Mark „Marco“ Bresciano (* 1980), Fußballspieler
- Travis Brooks (* 1980), Hockeyspieler
- Jason Culina (* 1980), Fußballspieler
- Ben Frost (* 1980), australisch-isländischer Musiker und Filmkomponist
- Elizabeth Gardner (* 1980), Freestyle-Skierin
- Simon Gerrans (* 1980), Radrennfahrer
- Gotye (* 1980), belgisch-australischer Musiker
- Luke Hemsworth (* 1980), Schauspieler
- Mama Kin (* ca. 1980), Singer-Songwriterin
- Craig Mottram (* 1980), Langstreckenläufer
- Brooke Satchwell (* 1980), Schauspielerin und Model
- Robyn Selby Smith (* 1980), Ruderin
- Tim Wilson (* 1980), Politiker

### 1981–1990

#### 1981
- Ali Abdo (* 1981), Ringer[11]
- Vanessa Amorosi (* 1981), Popsängerin

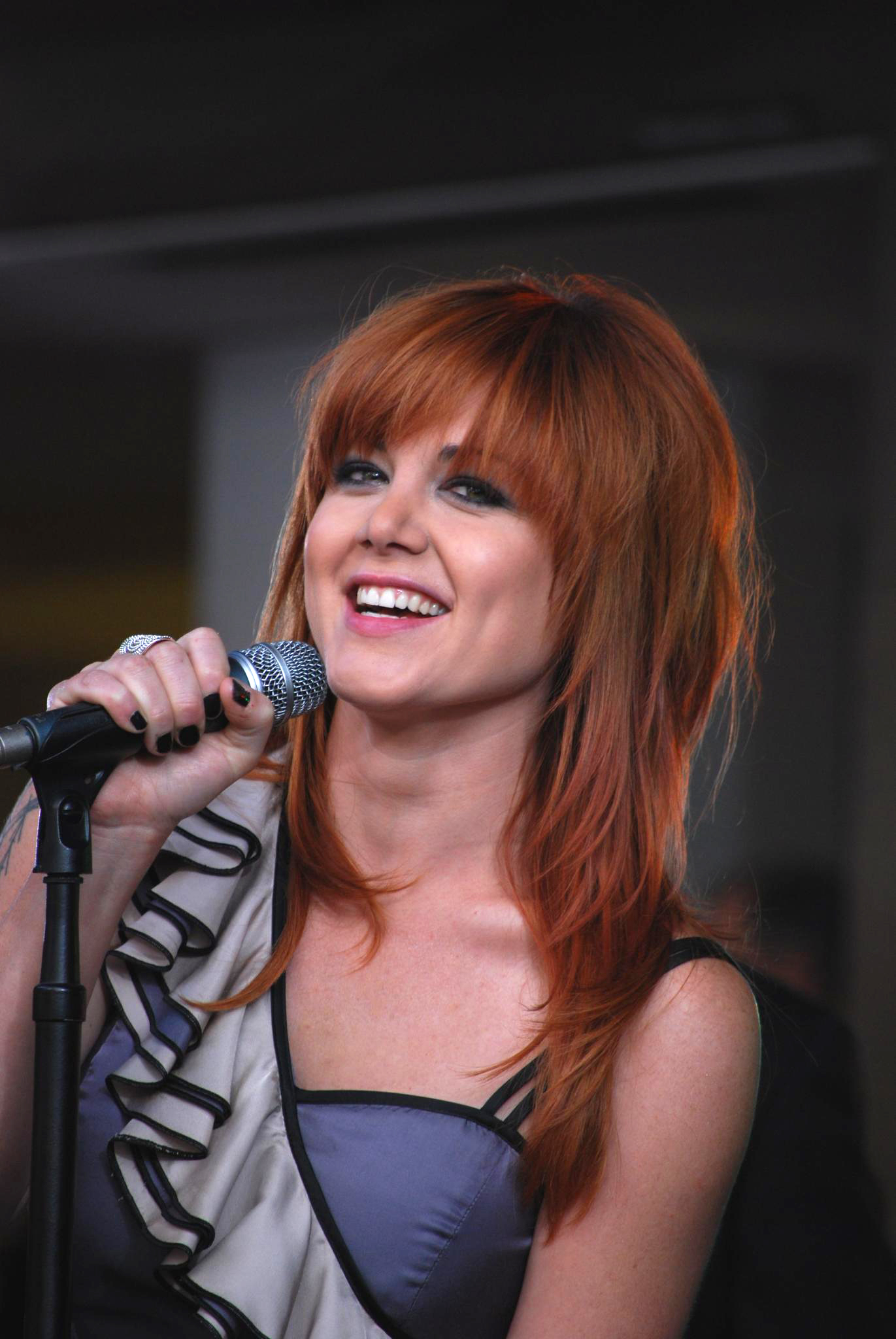
Vanessa Amorosi
(* 1981)

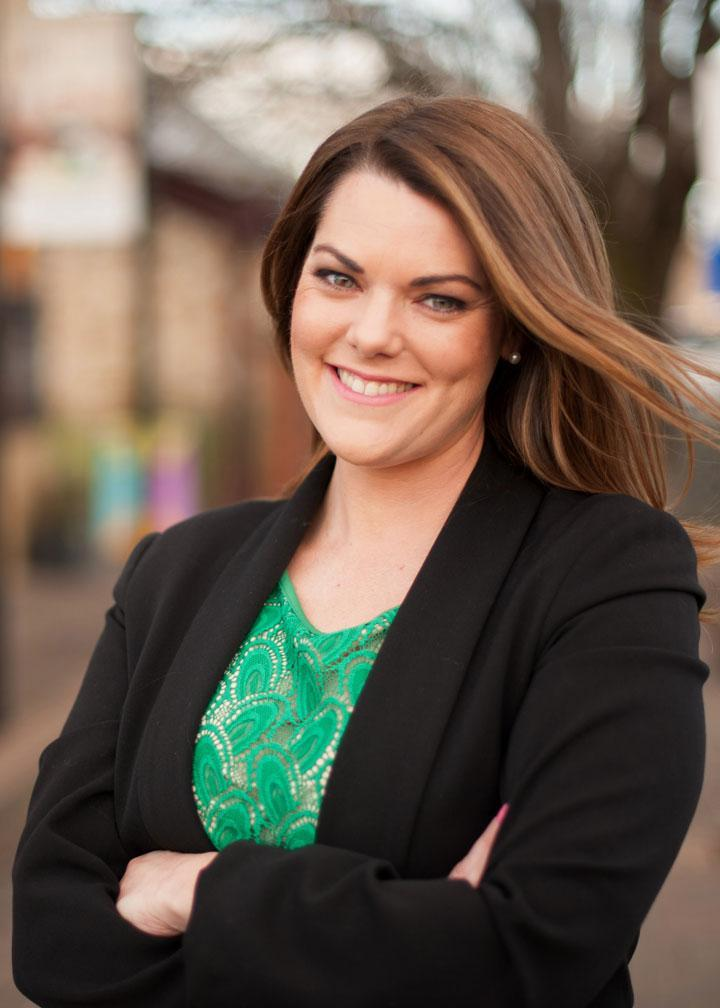
Sarah Hanson-Young
(* 1981)

- Daniel Batman (1981–2012), Sprinter
- Louise Bawden (* 1981), Volleyball- und Beachvolleyballspielerin
- Jane Crabtree (* 1981), Badmintonspielerin
- Emilie de Ravin (* 1981), Schauspielerin
- Dianne Desira (* 1981), Squashspielerin
- Michael Ferrante (* 1981), Fußballspieler
- Mirrah Foulkes (* 1981), Filmschauspielerin und Filmemacherin
- Eugene Galekovic (* 1981), Fußballspieler
- Natalie Gauci (* 1981), italienisch-maltesische Sängerin
- Sarah Hanson-Young (* 1981), Politikerin
- Patrick Kisnorbo (* 1981), Fußballspieler
- Antun Kovacic (* 1981), Fußballspieler
- Karen Kronemeyer (* 1981), niederländische Squashspielerin
- Ljubo Miličević (* 1981), Fußballspieler
- Bree Munro (* 1981), Freestyle-Skierin
- Nikolai Nikolaeff (* 1981), Schauspieler
- Penny Taylor (* 1981), Basketballspielerin
- Michael Theo (* 1981), Fußballtorhüter
- Lili Wilkinson (* 1981), Schriftstellerin

#### 1982
- Patrick Biggs (* 1982), kanadischer Skirennläufer
- Will Davison (* 1982), Automobilrennfahrer
- Jaimi Faulkner (* 1982), Singer-Songwriter
- Mahesh Jadu (* 1982), Schauspieler
- Steve Hooker (* 1982), Stabhochspringer
- Lydia Lassila (* 1982), Freestyle-Skispringerin
- Daniel Merriweather (* 1982), R&B-Sänger
- Neil Robertson (* 1982), Snookerspieler
- Joh Shaw (* 1982), Snowboarderin
- Nick Vujicic (* 1982), Evangelist und Motivationsredner
- Jeffrey Walker (* 1982), Schauspieler und Regisseur

#### 1983
- Briony Cole (* 1983), Wasserspringerin

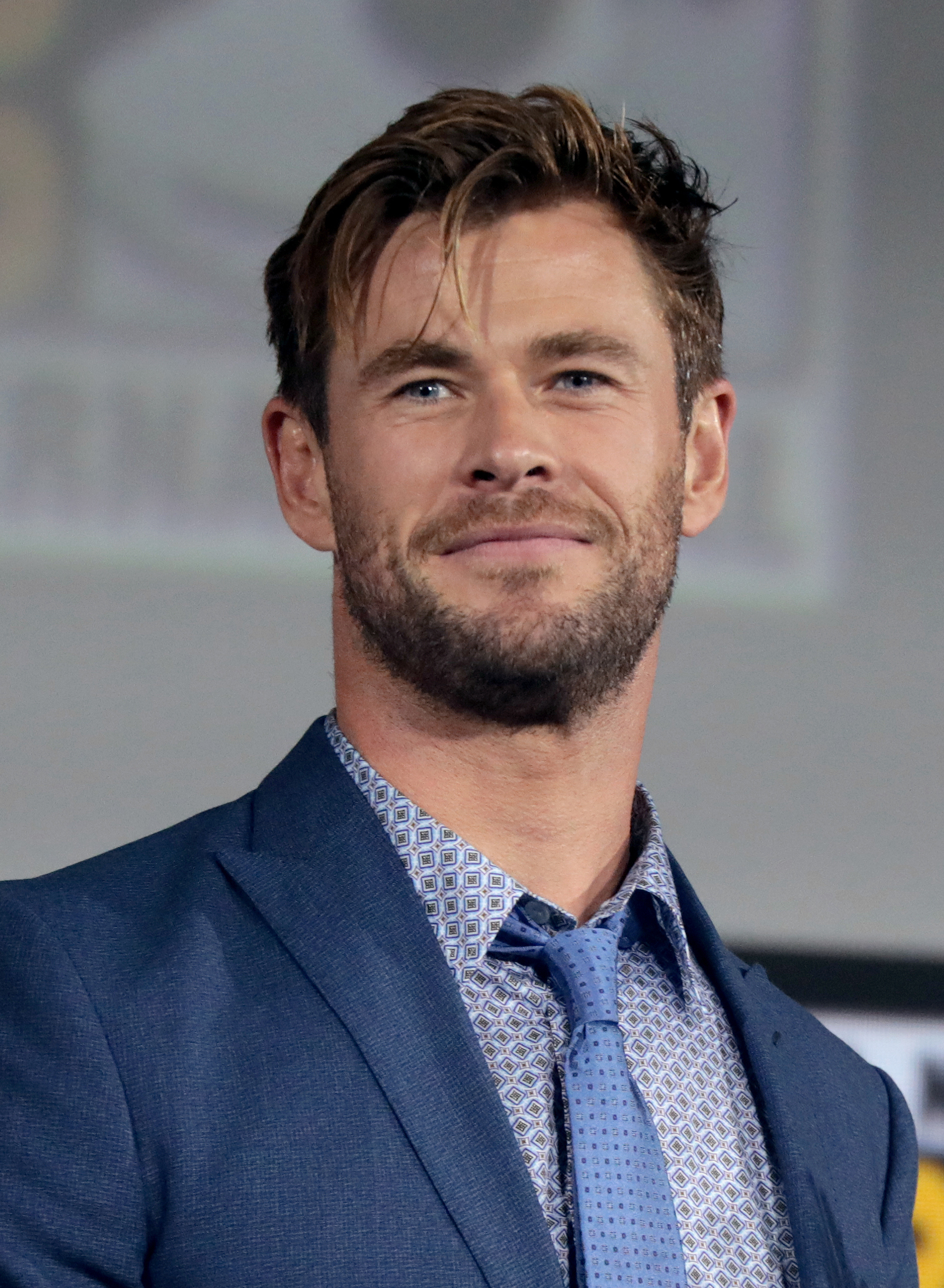
Chris Hemsworth
(* 1983)

- Dub FX (bürgerlich Benjamin Stanford) (* 1983), Beatboxer und Live-looping-Künstler
- Chris Hemsworth (* 1983), Schauspieler
- Missy Higgins (* 1983), Musikerin
- Lee Jeka (* 1983), Basketballspieler
- Matthew Lloyd (* 1983), Radrennfahrer
- Scott McDonald (* 1983), Fußballspieler
- Tommy Nankervis (* 1983), Radrennfahrer
- Sarah Sauvey (* 1983), australisch-britische Freestyle-Skierin
- Holly Valance (* 1983), Sängerin und Schauspielerin
- Jamie Whincup (* 1983), Automobilrennfahrer

#### 1984
- Andrew Bogut (* 1984), Basketballspieler
- Alana Boyd (* 1984), Stabhochspringerin
- Robert Campbell (* 1984), Pokerspieler
- Jonathan Clarke (* 1984), Bahn- und Straßenradrennfahrer
- Ben Franks (* 1984), neuseeländischer Rugby-Union-Spieler
- Mark French (* 1984), Radsportler
- Kitty Green (* 1984), Filmregisseurin, Autorin und Produzentin
- Mark Jamieson (* 1984), Radrennfahrer
- David Morris (* 1984), Freestyle-Skier
- Emmanuel „Manny“ Muscat (* 1984), maltesisch-australischer Fußballspieler
- Avraam Papadopoulos (* 1984), griechischer Fußballspieler
- David Tanner (* 1984), Radrennfahrer
- Ari Wegner (* 1984), Kamerafrau
- Whitley (* 1984), Singer-Songwriter

#### 1985
- Kim Brennan (* 1985), Ruderin

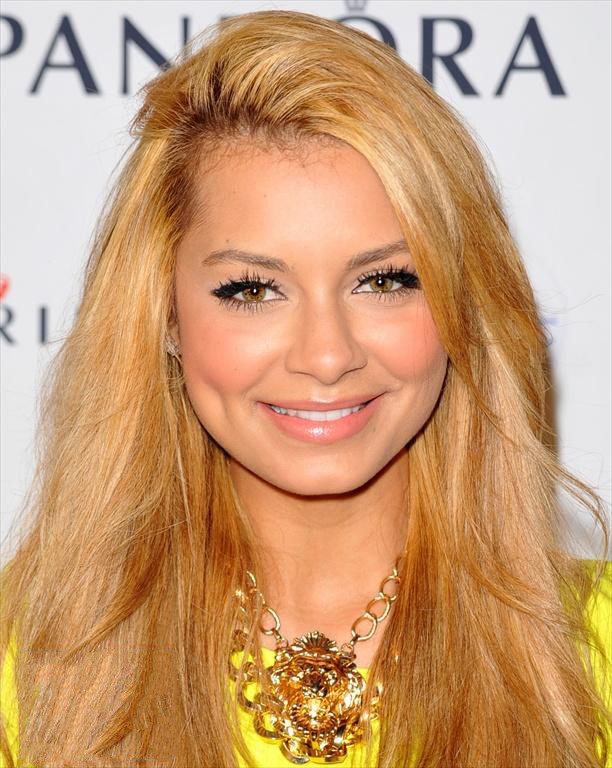
Havana Brown
(* 1985)

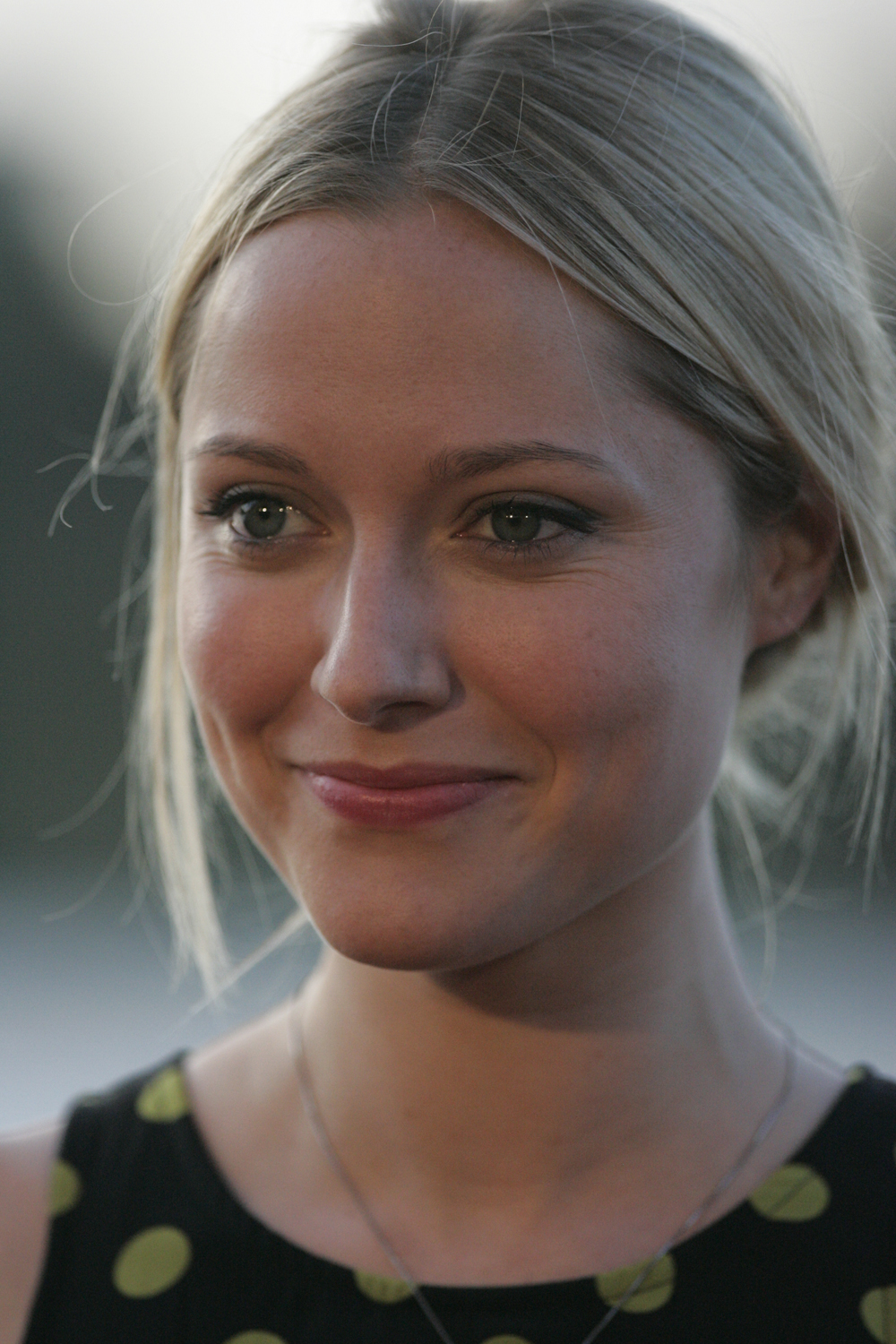
Georgina Haig
(* 1985)

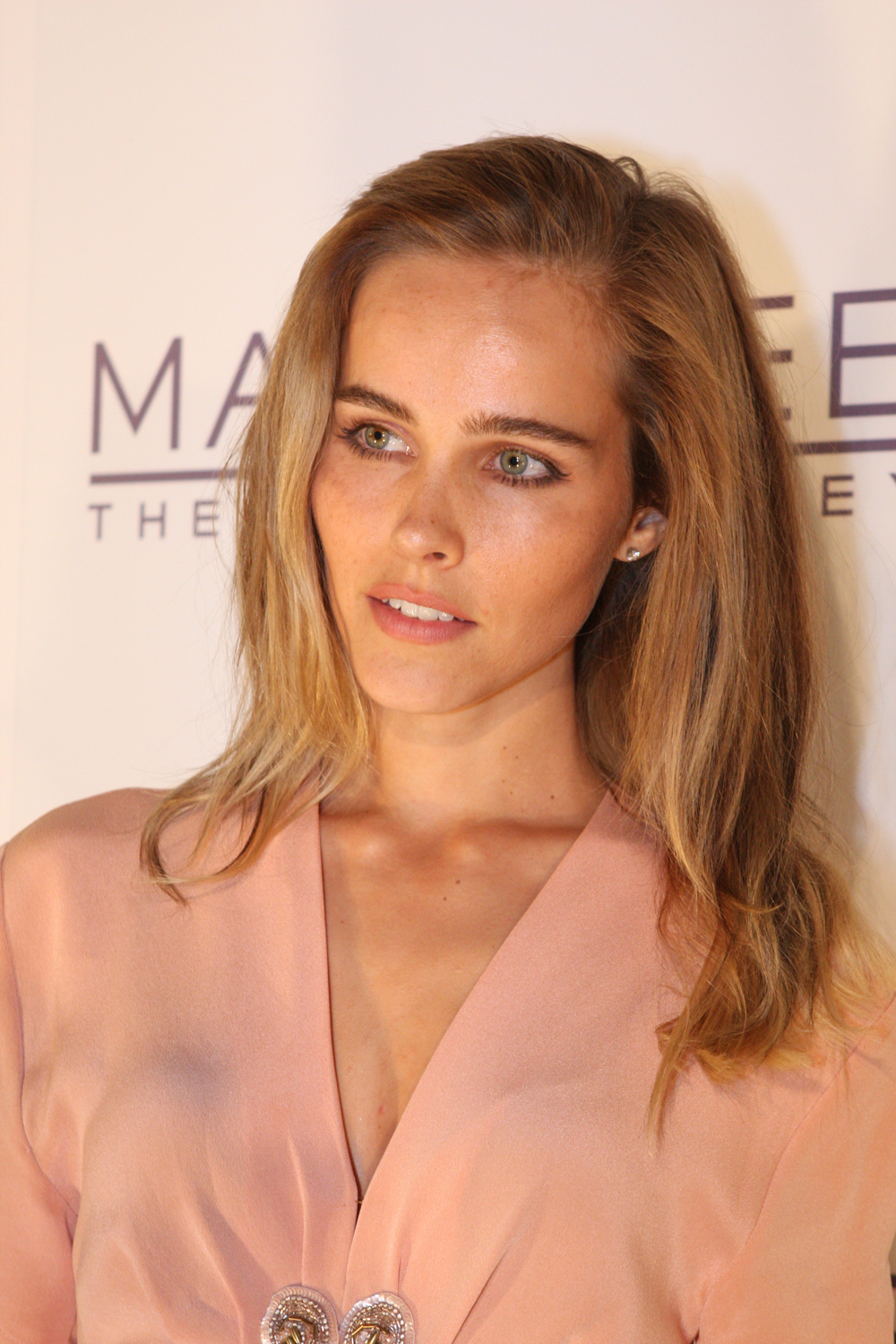
Isabel Lucas
(* 1985)

- Havana Brown (* 1985), DJ und Popsängerin
- Victoria Brown (* 1985), Wasserballspielerin
- Tristan Buckmaster (* 1985), Mathematiker
- Chris Ciriello (* 1985), Hockeyspieler
- Felicity Galvez (* 1985), Schwimmerin
- Chris Guccione (* 1985), Tennisspieler
- Georgina Haig (* 1985), Schauspielerin
- Stephanie Hickey (* 1985), Snowboarderin
- Sean Jones (* 1985), Eishockeyspieler
- Andrew Lees (* 1985), Schauspieler
- Isabel Lucas (* 1985), Schauspielerin und Umweltschutz-Aktivistin
- Chloë McCardel (* 1985), Schwimmerin
- Christine Nesbitt (* 1985), kanadische Eisschnellläuferin
- Elizabeth Patrick (* 1985), Ruderin
- Erin Phillips (* 1985), Basketballspielerin und Australian-Football-Spielerin
- Sean Wroe (* 1985), Leichtathlet

#### 1986
- Liam Adams (* 1986), Langstreckenläufer
- Simon Clarke (* 1986), Radrennfahrer
- James Davison (* 1986), Automobilrennfahrer
- Mitchell Docker (* 1986), Radrennfahrer
- Michael Ford (* 1986), Bahn- und Straßenradrennfahrer
- Rachel Goh (* 1986), Schwimmerin[12][13]
- Rachael Haynes (* 1986), Cricketspielerin
- Adam Hubble (* 1986), Tennisspieler
- Rachael Lynch (* 1986), Hockeyspielerin
- Kathleen MacLeod (* 1986), Basketballspielerin[14]
- Carmen Marton (* 1986), Taekwondoin
- Shane Perkins (* 1986), russisch-australischer Bahnradsportler
- Ruby Rose (* 1986), Schauspielerin, Model, Moderatorin und DJ
- Kristian Sarkies (* 1986), Fußballspieler
- Anna Segal (* 1986), Freestyle-Skierin
- Lliam Webster (* 1986), Eishockeyspieler

#### 1987
- Desmond Chiam (* 1987), Schauspieler
- Andrew Coelho (* 1987), Tennisspieler

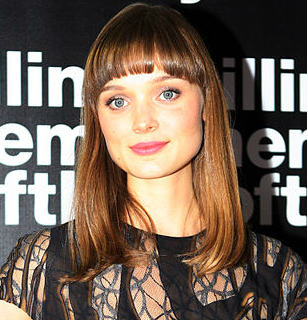
Bella Heathcote
(* 1987)

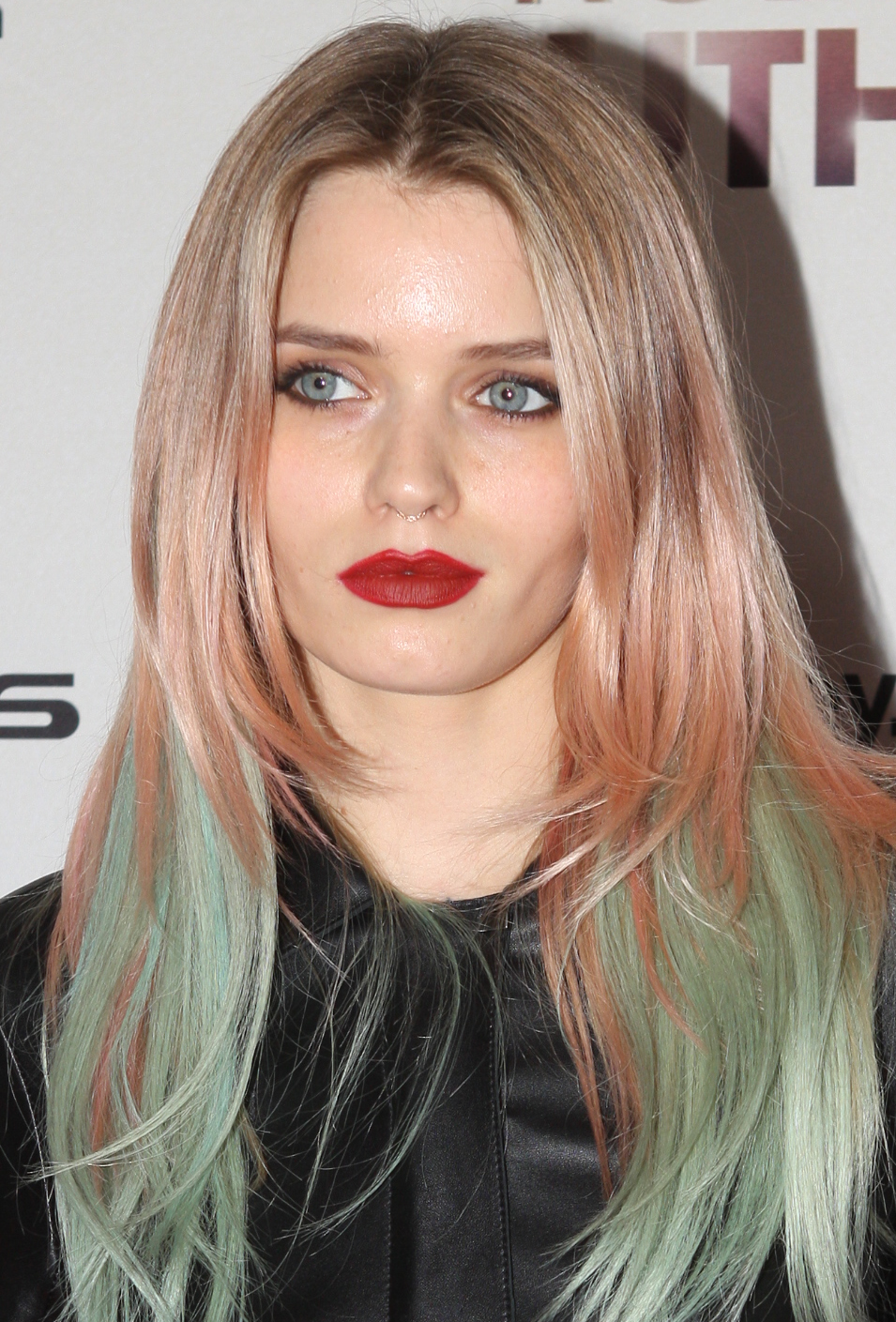
Abbey Lee
(* 1987)

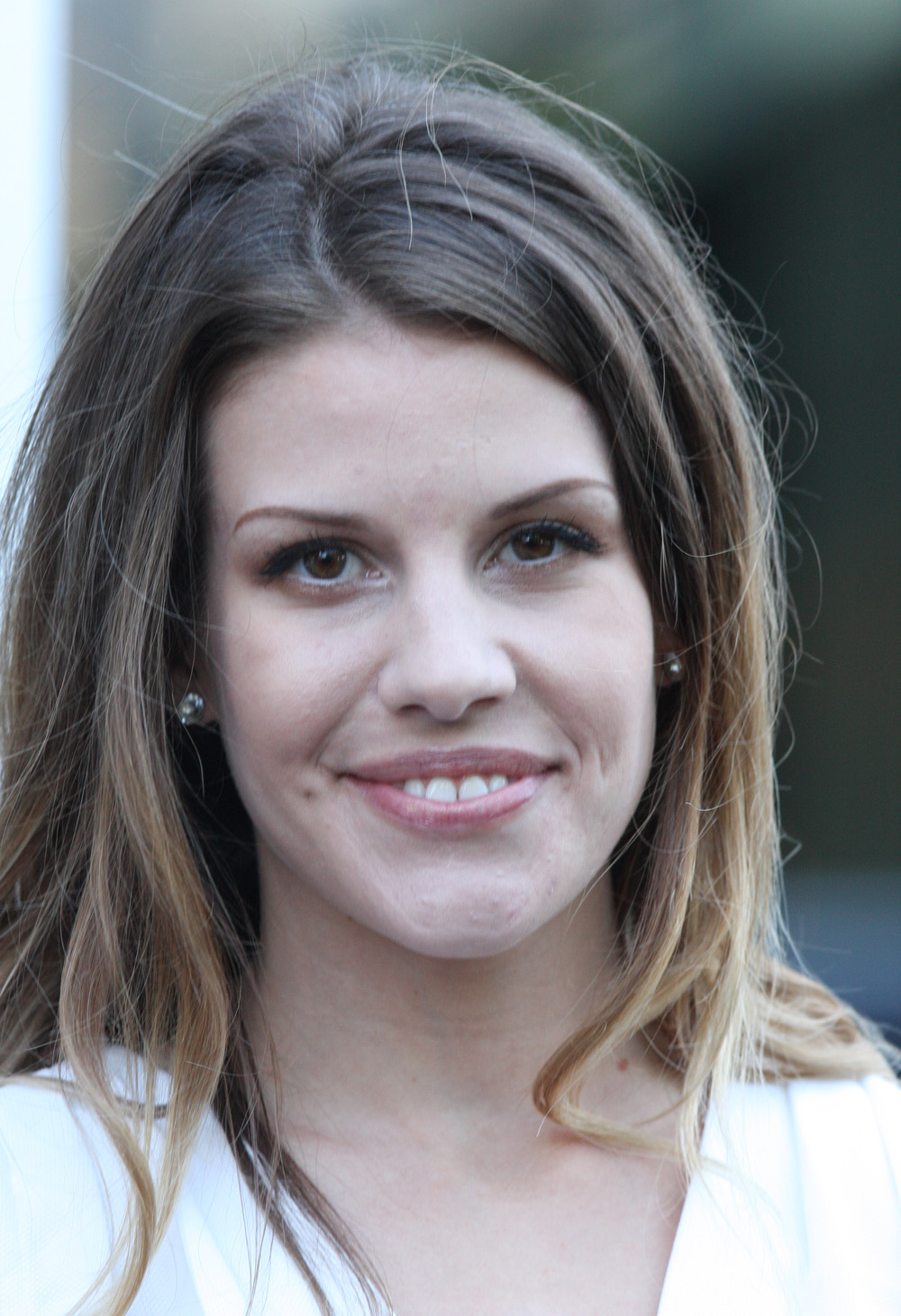
Jasmine Rae
(* 1987)

- Shaun Evans (* 1987), Fußballschiedsrichter
- Ivan Franjic (* 1987), Fußballspieler
- Ersan Gülüm (* 1987), australisch-türkischer Fußballspieler
- Bella Heathcote (* 1987), Schauspielerin
- Vance Joy (* 1987), Folkpopmusiker
- Andrew Lauterstein (* 1987), Schwimmer
- Abbey Lee (* 1987), Model, Schauspielerin und Musikerin
- Steven O’Dor (* 1987), Fußballspieler
- Jasmine Rae (* 1987), Country-Sängerin
- Damien Schumann (* 1987), Beachvolleyballspieler
- Hristijan Spirovski (* 1987), mazedonisch-australischer Pianist und Popsänger
- Rowena Webster (* 1987), Wasserballspielerin
- Léon Le Calvez (* 1987), Tennisspielerin

#### 1988
- Kate Alexa (* 1988), Sängerin
- Michael Beaton (* 1988), Eishockeyspieler
- Emily Browning (* 1988), Schauspielerin
- Leigh Broxham (* 1988), Fußballspieler

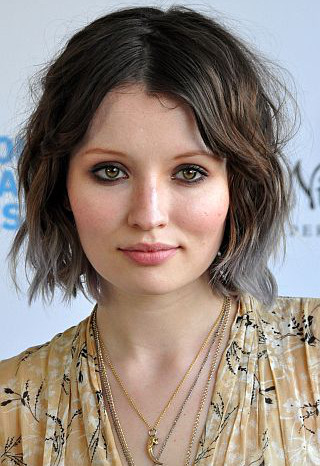
Emily Browning
(* 1988)

- Katya Crema (* 1988), Freestyle-Skierin
- Şeyma Erenli (* 1988), Fußballspielerin
- Rex Hedrick (* 1988), Squashspieler
- Aaron Jakubenko (* 1988), Schauspieler
- James Lemke (* 1988), Tennisspieler
- Teressa Liane (* 1988), Schauspielerin
- William Lockwood (* 1988), Ruderer
- Glenn Maxwell (* 1988), Cricketspieler
- Buddy Murphy (* 1988), Wrestler
- Nick Murphy (* 1988), Sänger
- John Peers (* 1988), Tennisspieler

#### 1989
- Scott Boland (* 1989), Cricketspieler
- Ryan Corr (* 1989), Schauspieler
- Tenille Dashwood (* 1989), Wrestlerin
- Luke DeVere (* 1989), Fußballspieler
- Joshua Dunkley-Smith (* 1989), Ruderer
- Leigh Godfrey (* 1989), Softballspielerin
- Mallory Jansen (* 1989), Schauspielerin
- Joshua Larkin (* 1989), Squashspieler
- Andrew James Morley (* 1989), Schauspieler
- Sally Potocki (* 1989), Handball- und Basketballspielerin
- Eliza Taylor (* 1989), Schauspielerin
- Maddi Tyers (* 1989), Schauspielerin
- Elyse Villani (* 1989), Cricketspielerin
- Xonia (* 1989), rumänische Sängerin, Schauspielerin und Tänzerin

#### 1990
- Deniz Akdeniz (* 1990), Schauspieler

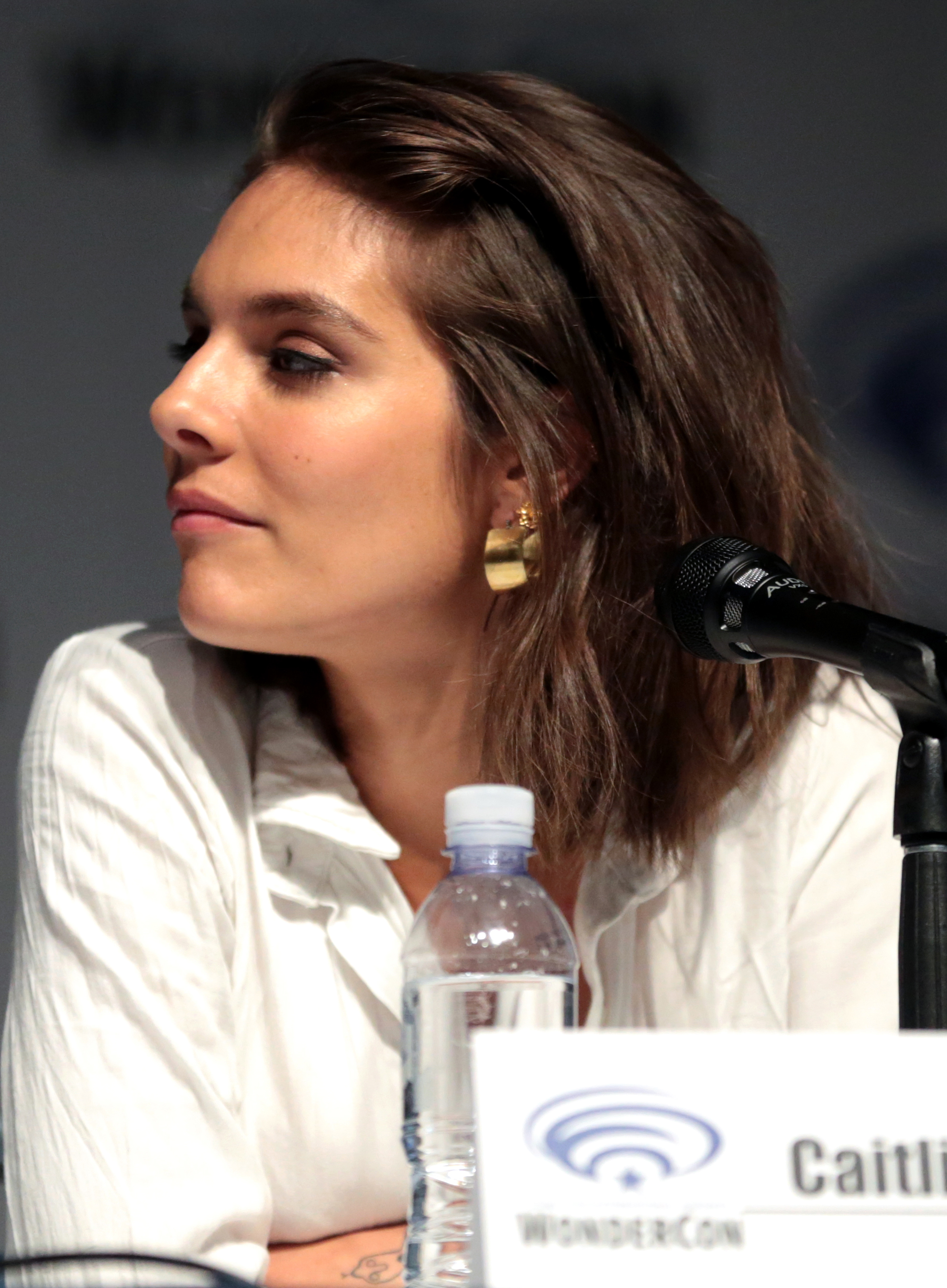
Caitlin Stasey
(* 1990)

- Dylan Alcott (* 1990), Rollstuhltennisspieler und Rollstuhlbasketballspieler
- Aziz Behich (* 1990), Fußballspieler
- Joshua Booth (* 1990), Ruderer
- Melissa Duncan (* 1990), Mittel- und Langstreckenläuferin
- Liam Hemsworth (* 1990), Schauspieler
- Gülcan Koca (* 1990), türkische Fußballspielerin
- Andy Rose (* 1990), Fußballspieler
- Caitlin Stasey (* 1990), Schauspielerin
- Stan Walker (* 1990), Popsänger und Schauspieler
- Adrian Zahra (* 1990), Fußballspieler

### 1991–2000

#### 1991
- Jamie Bourke (* 1991), Eishockeyspieler
- Ashleigh Brennan (* 1991), Turnerin
- Sarah Cardwell (* 1991), Squashspielerin
- Gabriella Cilmi (* 1991), Popsängerin
- Jason Davidson (* 1991), Fußballspieler

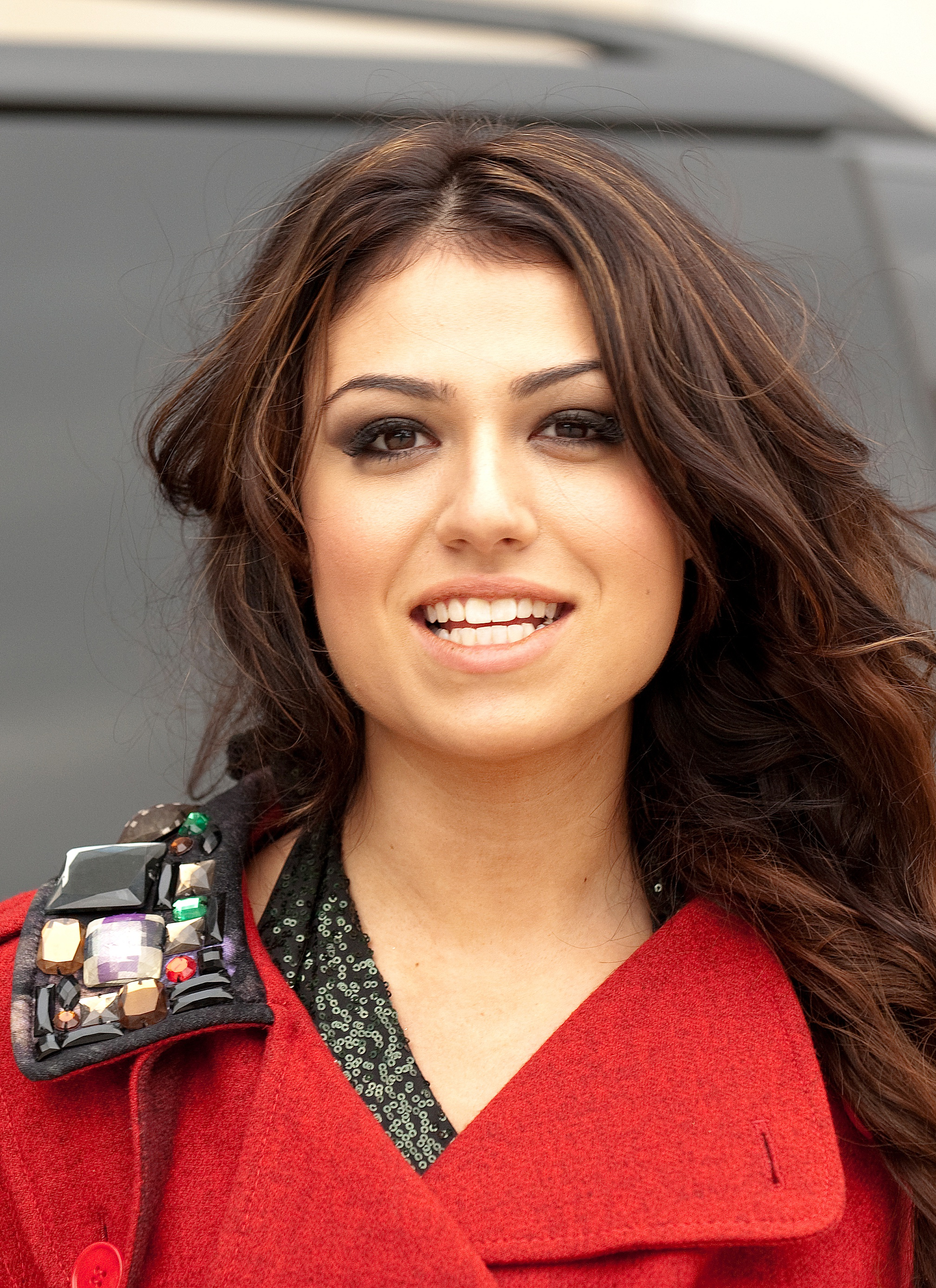
Gabriella Cilmi
(* 1991)

- Zac Dunn (* 1991), Boxer im Supermittelgewicht
- James Frecheville (* 1991), Schauspieler
- Todd Graham (* 1991), Eishockeyspieler
- Rowan Hills (* 1991), Schauspieler
- Danielle Horvat (* 1991), Schauspielerin
- Tessa James (* 1991), Schauspielerin
- Mathew Leckie (* 1991), Fußballspieler
- Penelope Mitchell (* 1991), Schauspielerin
- Bradley Norton (* 1991), Fußballspieler
- Sally Peers (* 1991), Tennisspielerin
- Rosemary Popa (* 1991), Ruderin
- Olivia Rogowska (* 1991), Tennisspielerin
- Shanina Shaik (* 1991), Model

#### 1992
- Jacob Collins-Levy (* 1992), Schauspieler

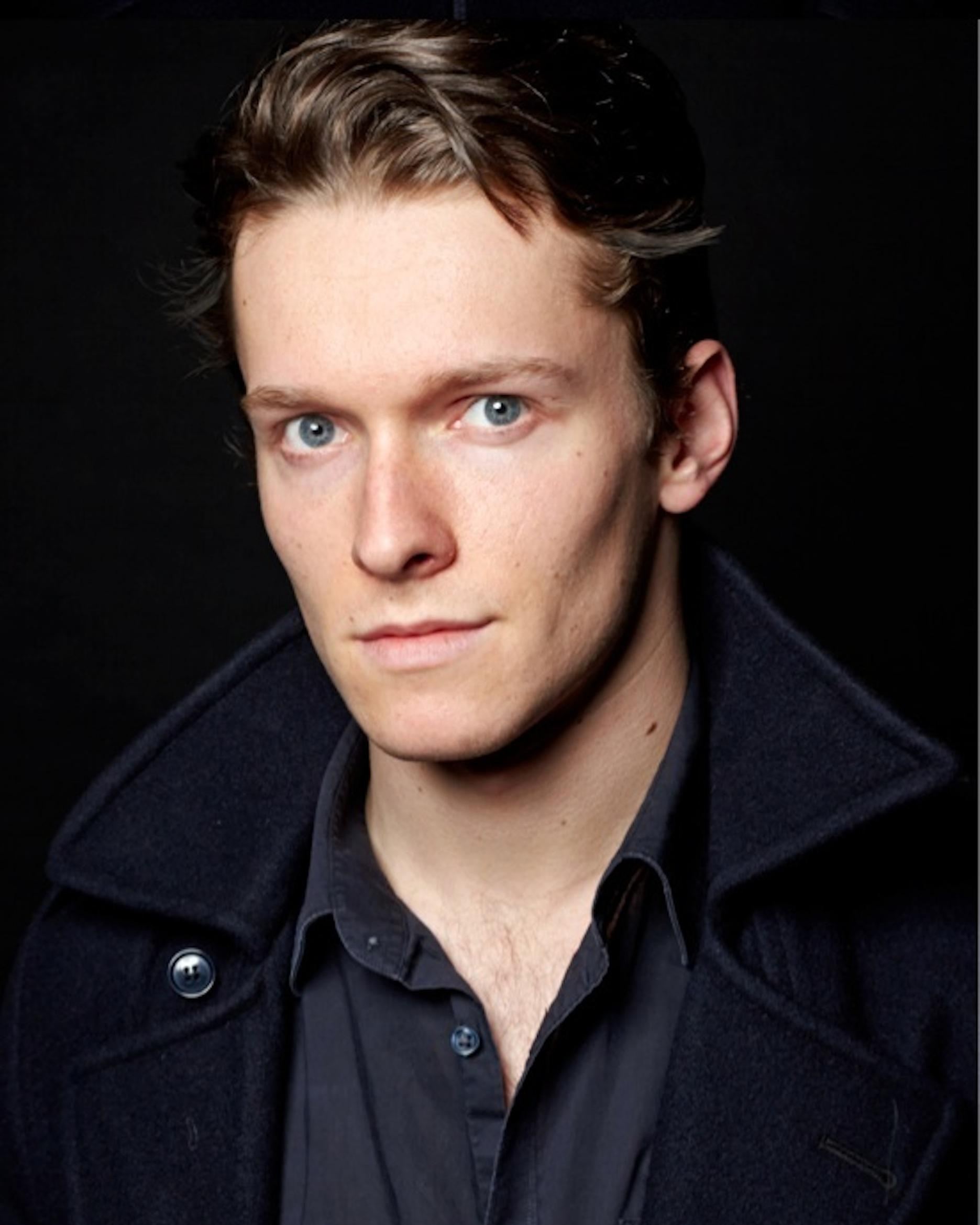
Jacob Collins-Levy
(* 1992)

- Emily Gielnik (* 1992), Fußballspielerin
- Adam Gotsis (* 1992), American-Football-Spieler
- Kyrie Irving (* 1992), Basketballspieler
- Theo Markelis (* 1992), Fußballspieler
- Timothy Masters (* 1992), Ruderer
- Alexander Merino (* 1992), peruanischer Tennisspieler
- Jessica Morrison (* 1992), Ruderin
- Andrew Nabbout (* 1992), Fußballspieler
- Charlie Vickers (* 1992), Schauspieler
- Breeana Walker (* 1992), Bobsportlerin
- Bailey Wright (* 1992), Fußballspieler

#### 1993
- Ashton Agar (* 1993), Cricketspieler
- Jake Barker-Daish (* 1993), Fußballspieler
- Belle Brockhoff (* 1993), Snowboarderin
- Curtis Good (* 1993), australisch-englischer Fußballspieler
- Mitchell Humphries (* 1993), Eishockeyspieler
- Jackson Irvine (* 1993), Fußballspieler
- John Kim (* 1993), Schauspieler
- Jamie Maclaren (* 1993), Fußballspieler
- Rarmian Newton (* 1993), Schauspieler
- Jordan Richards (* 1993), Volleyballspieler
- Olympia Valance (* 1993), Schauspielerin und Model
- Calvin Watson (* 1993), Radrennfahrer
- Katrina Werry (* 1993), Ruderin
- Andrew Whittington (* 1993), Tennisspieler

#### 1994
- Nick Ansell (* 1994), Fußballspieler
- Luke Cann (* 1994), Speerwerfer

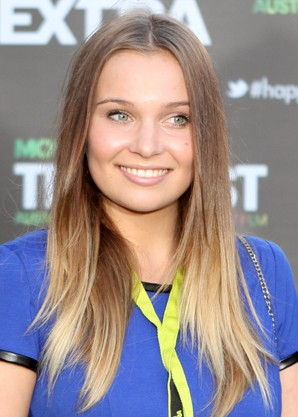
Marny Kennedy
(* 1994)

- Anthony Carter (* 1994), australisch-italienischer Fußballspieler
- Amy Cashin (* 1994), Hindernisläuferin
- Stephanie Catley (* 1994), Fußballspielerin
- Harrison Craig (* 1994), Popsänger
- Andrew Harris (* 1994), Tennisspieler
- Mitchell Hope (* 1994), Schauspieler
- Scott James (* 1994), Snowboarder
- Marny Kennedy (* 1994), Schauspielerin
- Alexander Morgan (* 1994), Radsportler
- James Morris (* 1994), Schachspieler
- Philippa Northeast (* 1994), Schauspielerin
- Joshua Orpin (* 1994), Schauspieler
- Viktorija Rajicic (* 1994), Tennisspielerin
- Laura Robson (* 1994), britische Tennisspielerin
- Bodi Turner (* 1994), Radrennfahrer

#### 1995
- Aaron Addison (* 1995), Tennisspieler
- Matthew Clarke (* 1995), Hindernisläufer
- Dante Exum (* 1995), Basketballspieler
- Samantha Harris (* 1995), Tennisspielerin
- Jock Landale (* 1995), Basketballspieler
- Dylan Murnane (* 1995), Fußballspieler
- Jack Rayner (* 1995), Leichtathlet
- Gronya Somerville (* 1995), Badmintonspielerin
- Toby Sowery (* 1995), britischer Rennfahrer
- Tash Sultana (* 1995), Musikerin und Singer-Songwriterin
- Duckie Thot (* 1995), südsudanesisch-australisches Model
- Belinda Woolcock (* 1995), Tennisspielerin
- Feliks Zemdegs (* 1995), Speedcuber

#### 1996
- Rahart Adams (* 1996), Schauspieler
- Hana Basic (* 1996), Sprinterin

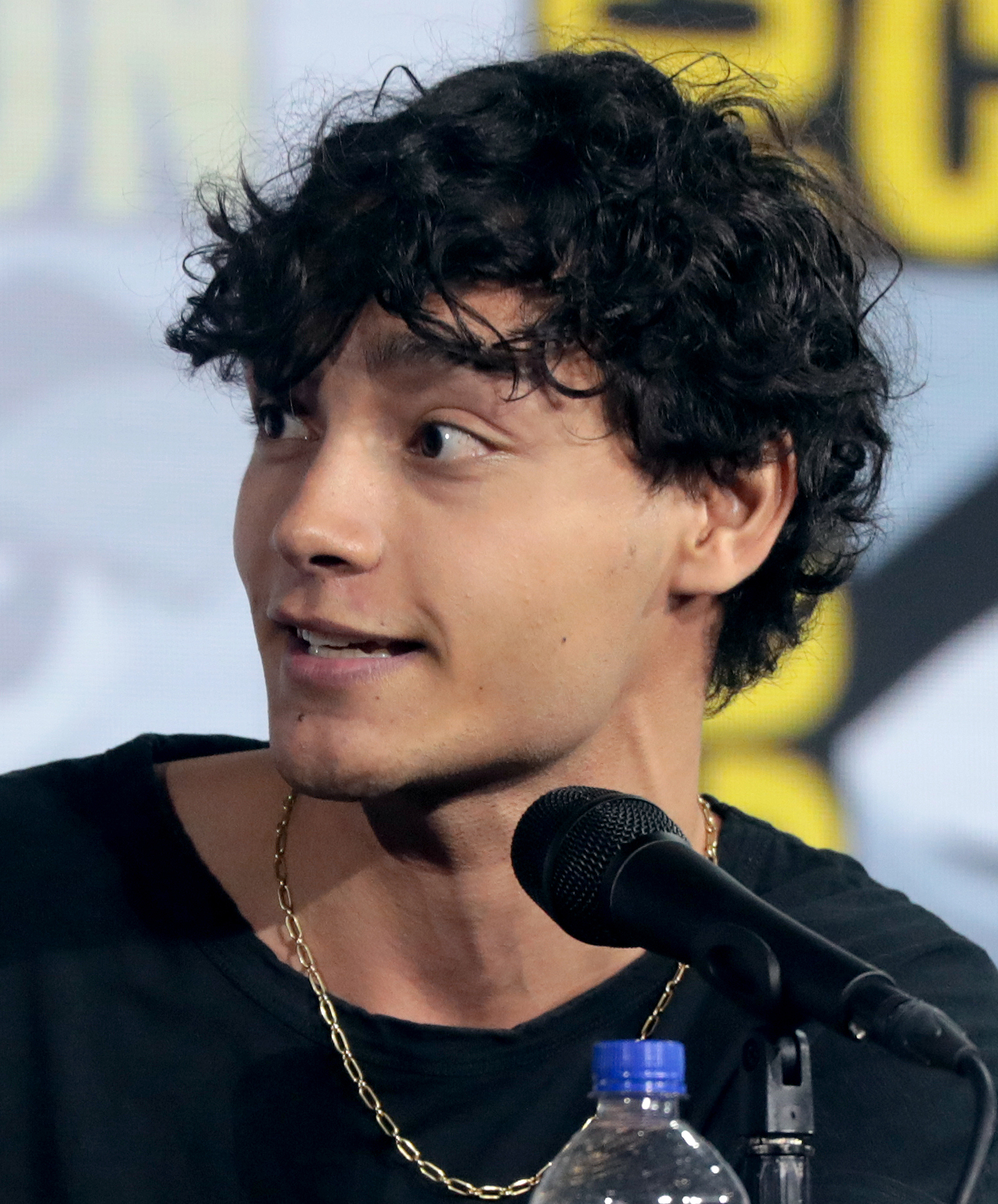
Evan Evagora
(* 1996)

- Jonah Bolden (* 1996), Basketballspieler
- Evan Evagora (* 1996), Schauspieler und Model
- Indi Hartwell (* 1996), Wrestlerin
- Mack Horton (* 1996), Schwimmer
- Ajdin Hrustić (* 1996), Fußballspieler
- Chris Mitrevski (* 1996), Weitspringer
- Damon Morton (* 1996), Biathlet
- Natalie Rule (* 1996), Langstreckenläuferin
- Ben Simmons (* 1996), Basketballspieler
- James Whelan (* 1996), Radrennfahrer

#### 1997
- Maddison Brown (* 1997), Schauspielerin
- Hannah Cross (* 1997), Synchronschwimmerin
- Chris Douglas (* 1997), Hürdenläufer
- Courtney Field (* 1997), Radsportlerin
- Thomas Hodges (* 1997), Volleyballspieler

#### 1998
- Elise Collier (* 1998), Sportschützin
- Seve de Campo (* 1998), Skilangläufer
- Olivia DeJonge (* 1998), Schauspielerin
- Gulliver McGrath (* 1998), Schauspieler
- Jemima Montag (* 1998), Geherin
- Jensen Plowright (* 1998), Radrennfahrer

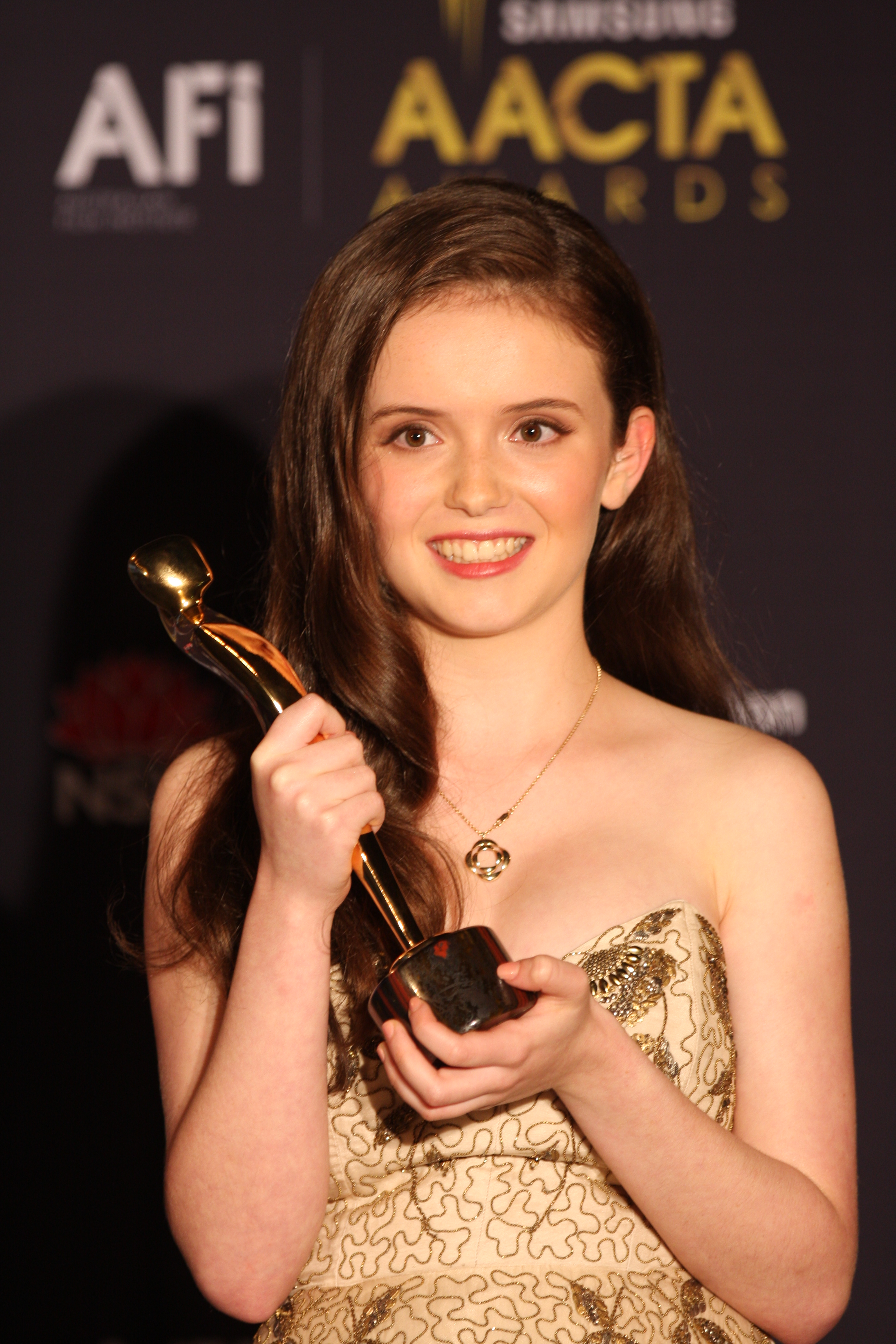
Lara Robinson
(* 1998)

- Lara Robinson (* 1998), Kinderschauspielerin
- Ruby Roseman-Gannon (* 1998), Radrennfahrerin
- Lauren Ryan (* 1998), Langstreckenläuferin

#### 1999
- Lachlan Bray (* 1999), Volleyballspieler
- Josh Cavallo (* 1999), Fußballspieler
- Daniel Faalele (* 1999), American-Football-Spieler
- Jaimee Fourlis (* 1999), Tennisspielerin
- Darcie Morton (* 1999), Biathletin
- Celeste Mucci (* 1999), Leichtathletin
- Anathan Pham (* 1999), E-Sportler
- Matthew Romios (* 1999), Tennisspieler
- Christian Theoharous (* 1999), Fußballspieler

#### 2000
- Destanee Aiava (* 2000), Tennisspielerin
- Tess Coady (* 2000), Snowboarderin
- Sarah Gigante (* 2000), Radsportlerin
- Ata Inia (* 2000), australisch-tongaischer Fußballspieler
- Rohan Lavery (* 2000), Ruderer
- Lucas Plapp (* 2000), Radrennfahrer
- Stephanie Ratcliffe (* 2000), Hammerwerferin

## 21. Jahrhundert
- Isabella Bozicevic (* 2001), Tennisspielerin
- Rebecca Henderson (* 2001), Geherin, Triathletin und Freiwasserschwimmerin
- Sophie O’Sullivan (* 2001), irische Mittelstreckenläuferin
- Ed Oxenbould (* 2001), Schauspieler
- Oscar Piastri (* 2001), Automobilrennfahrer
- Annabel Sutherland (* 2001), Cricketspielerin
- Jordan Bos (* 2002), australisch-niederländischer Fußballspieler
- Neve Bradbury (* 2002), Radrennfahrer
- Josh Giddey (* 2002), Basketballspieler
- Zen McGrath (* 2002), Schauspieler
- Tommy Smith (* 2002), Automobilrennfahrer
- Alyssa Polites (* 2003), Radrennfahrerin
- Roisin Gilheany (* 2005), Tennisspielerin
- Claudia Hollingsworth (* 2005), Mittelstreckenläuferin
- Aelita Andre (* 2007), Künstlerin

## Geburtsjahr unbekannt
- Pam Ann (* 20. Jh.), Komikerin und Entertainerin
- Jack Baillieu (* 20. Jh.), Polospieler
- Joanna Charaktis (* 20. Jh.), Fußballschiedsrichterassistentin
- C. S. Pacat (* 20. Jh.), Schriftstellerin